# Atentado del 20 de julio de 1944
El atentado del 20 de julio de 1944, también conocido como el Plan Valquiria (Plan „Walküre“) o el complot del 20 de julio, fue un intento fallido de asesinar a Adolf Hitler, orquestado por conspiradores civiles y militares que deseaban derrocar al régimen nazi y negociar el fin de la Segunda Guerra Mundial con las potencias aliadas. Se guiaron por una versión modificada de la Operación Valquiria (Unternehmen Walküre), que originalmente era un plan de emergencia elaborado por la Wehrmacht, en 1941, destinado a proteger la continuidad en el poder ante una insurrección civil o militar. El intento de asesinato y golpe de Estado del llamado Plan Valquiria —una de varias conjuras frustradas, remontándose la primera a 1938— comprendía dos etapas interrelacionadas: la primera fase consistía en el asesinato de Hitler y la segunda era la toma del poder y el establecimiento de un nuevo régimen.
El 20 de julio de 1944, cuando se implementó el Plan Valquiria, falló la primera fase de la conjura: la bomba accionada por Claus von Stauffenberg explotó en uno de los pasillos de la Guarida del Lobo (Wolfsschanze), pero Hitler resultó levemente herido. La incertidumbre sobre el destino de Hitler y la falta de preparación de los conspiradores retrasaron aún más el lanzamiento del golpe. Esta demora y el anuncio de la supervivencia de Hitler permitieron a sus cuerpos de seguridad anular el intento, que casi no recibió apoyo de la población civil ni de la gran mayoría de los militares.
Al fracaso de la conspiración lo siguió una represión particularmente tenaz. La Gestapo arrestó entre setecientos y cinco mil sospechosos, de los que fueron ejecutados aproximadamente doscientas personas. Los acusados fueron juzgados en el Tribunal del Pueblo (Volksgerichtshof), presidido por Roland Freisler, o en cortes marciales de las SS. Como resultado, aumentaron los roles de Heinrich Himmler, Martin Bormann y Joseph Goebbels dentro del régimen y se reforzó la desconfianza de Hitler hacia el cuerpo de oficiales de la Wehrmacht en beneficio de las SS.

## Antecedentes

### Intentos anteriores

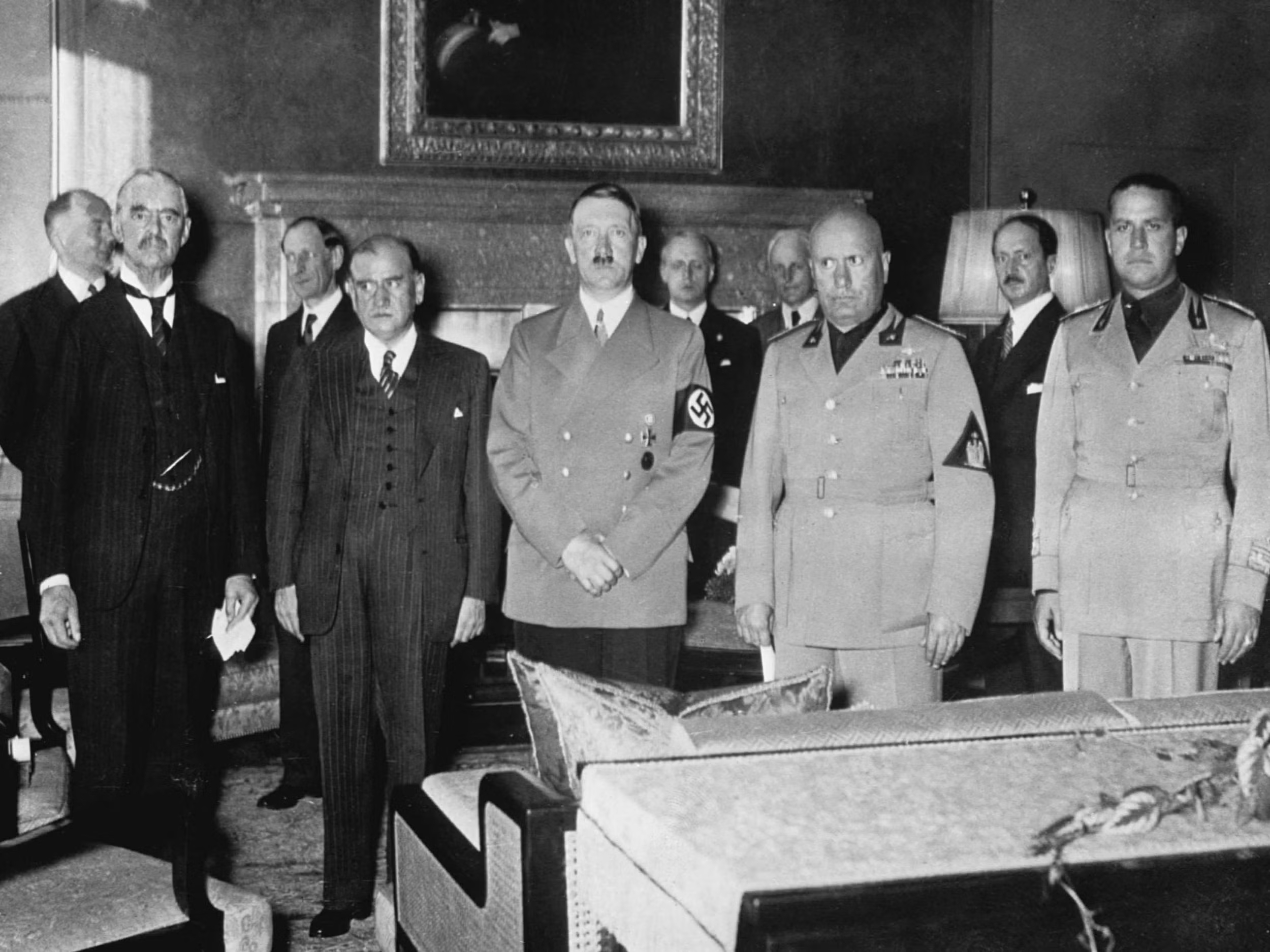
En primer plano, de izquierda a derecha: Chamberlain, Daladier, Hitler, Mussolini y Ciano durante los acuerdos de Múnich del 29 de septiembre de 1938.

Los primeros planes para derrocar al Fhr. Adolf Hitler fueron elaborados entre agosto y septiembre de 1938, en el momento de la crisis de los Sudetes, por un grupo de soldados y civiles, que aprobaron el plan de desmembramiento de Checoslovaquia, pero consideraron que Hitler estaba tomando riesgos imprudentes. Entre los conspiradores de la Wehrmacht estaban el Gen.Oberst Franz Halder —jefe del Oberkommando des Heeres— y su predecesor el Gen.Oberst Ludwig Beck —comandante de la zona militar de Berlín—, el Gen.Feldm. Erwin von Witzleben, el oficial de reserva Wilhelm von Lynar, el Adm. Wilhelm Canaris —jefe de la Abwehr— y su asistente el Ostltn. Hans Oster. Entre los participantes civiles en la trama se encontraban el exalcalde de Leipzig Carl Friedrich Goerdeler, el exministro de Economía Hjalmar Schacht y altos funcionarios como Ernst von Weizsäcker, Adam von Trott zu Solz o Hans Bernd Gisevius. Los conspiradores tenían numerosos contactos con las autoridades británicas y francesas para amenazar claramente a Hitler con una intervención militar si Alemania pasaba a los hechos. Sin embargo, no obtuvieron ningún apoyo a pesar de los pasos dados, en particular por Goerdeler, Ewald-Heinrich von Kleist-Schmenzin, varios intermediarios o miembros del Ministerio de Asuntos Exteriores opuestos al nazismo, liderados por Weizsäcker. Los acuerdos de Múnich, que hicieron posible el desmembramiento del Estado checoslovaco sin guerra, constituyeron un verdadero éxito diplomático para Hitler y pusieron fin a los planes de un golpe de Estado.
Los planes para invadir Polonia en septiembre de 1939 aterrorizaron a los conservadores que habían conspirado durante la crisis de Múnich. «Intentaron establecer contacto con los gobiernos británico y francés, pero sus mensajes fueron contradictorios [...] y no fueron tomados realmente en serio». Por segunda vez, un intento de resistir el expansionismo nazi fue cortado de raíz. Desde el otoño de 1939 hasta el verano de 1942, Halder planeó el asesinato de Hitler y participó en varias reuniones con él con un revólver cargado, sin llegar a actuar.
Las atrocidades cometidas en el Frente Oriental, como el exterminio de los judíos, despertaron la indignación y revivieron la idea del derrocamiento de Hitler. En marzo de 1942, un grupo de opositores que habían participado en las conjuras abortadas de 1938 y 1939 se reunieron en Berlín y decidieron no planear nada, pues «las perspectivas [de éxito] se redujeron aún más». El deseo de sacarlo del poder era compartido por miembros del círculo de Kreisau, reunidos alrededor del conde Helmuth James von Moltke, quienes rechazaban la idea de un ataque contra Hitler, principalmente por razones religiosas; por otro lado, un grupo de soldados, liderados por el Gen.Maj. Henning von Tresckow, creía que Hitler debía ser asesinado para derrocar al régimen, una convicción reforzada con la rendición del 6.º Ejército alemán en Stalingrado (Volgogrado) a fines de enero de 1943. Después de esto, el Gen.d.Inf. Friedrich Olbricht coordinó a los conspiradores y allanó el terreno para un golpe de Estado previsto para marzo.

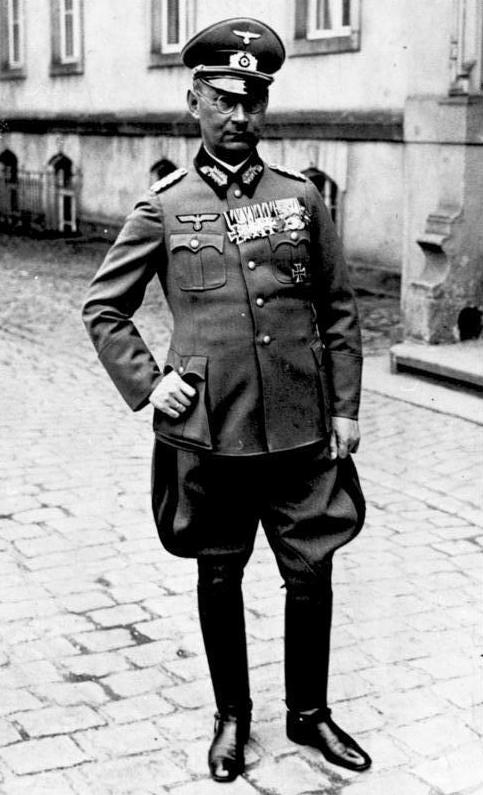
Friedrich Olbricht en 1938.

Se hicieron varios intentos a principios de 1943. A mediados de febrero de ese año, el Gen.GebTr. Hubert Lanz y el Genltn. Hans Speidel planearon arrestar a Hitler durante su visita al cuartel general del Grupo de Ejércitos B, pero esta confabulación fue cancelada. El 11 de marzo, el Rittmeister Eberhard von Breitenbuch, oficial ayudante del Gen.Feldm. Ernst Busch, armado con una pistola, planeó asesinar a Hitler durante una reunión en el Berghof, residencia del Führer en Obersalzberg, pero a último momento fue detenido en la entrada y no pudo participar en la reunión que se llevó a cabo sin oficiales ayudantes.
Un intento más elaborado de detonar el avión de Hitler en pleno vuelo tuvo lugar el 13 de marzo, durante su visita al cuartel general del Grupo de Ejércitos Centro en Smolensk. Tresckow llevó y ensambló los explosivos que le suministró el Gen.Maj. Rudolf-Christoph von Gersdorff. Usando un subterfugio, Tresckow dijo que, por una apuesta perdida, debía dos botellas de alcohol al Gen.Maj. Hellmuth Stieff y pidió al Ost. Heinz Brandt que tomara el paquete, el cual fue llevado a él por un ayudante de campo de Tresckow, el oficial de reserva Fabian von Schlabrendorff, quien logró esconderlo al avión utilizado por Hitler. La bomba, escondida en un paquete que supuestamente contenía dos botellas de Cointreau, no explotó, ya que el detonador se atascó por las bajas temperaturas en la bodega a gran altitud. La bomba fue recuperada y desactivada al día siguiente por Schlabrendorff, en Rastenburg (Kętrzyn).
Pocos días después, el 21 de marzo, el propio Gersdorff, quien había suministrado los explosivos en el intento anterior, preparó un ataque suicida, aprovechando una presentación a Hitler de los armamentos soviéticos capturados; este intento también fracasó, debido a la brevedad de la visita al lugar planeado. Con una correcta activación, la bomba tenía un tiempo mínimo establecido por el dispositivo de encendido (diez minutos), lo que evitó una explosión mientras Hitler pasó por la exhibición y permitió a Gersdorff desactivarla. A finales de noviembre, el Maj. Axel von dem Bussche-Streithorst, inicialmente partidario de Hitler y el nazismo, fue contactado por el Ost. Claus von Stauffenberg y se unió a la Resistencia después de haber presenciado la masacre de miles de judíos en Dubno (Ucrania). Para él, solo quedaban tres soluciones: «muerte en combate, deserción o rebelión». Por tanto, aceptó la propuesta de Stauffenberg de llevar a cabo un ataque e ideó cargar consigo una granada durante la visita de Hitler a una presentación de nuevos uniformes y equipos; el convoy que transportaba el material de exhibición fue bloqueado o golpeado por un ataque aéreo a las vías ferroviarias, por lo que el intento también fracasó. Fest (2009) también mencionó un proyecto de atentado con bomba que Stauffenberg cometería durante una reunión con Hitler en la Guarida del Lobo (Wolfsschanze), que desistió bajo presión de Olbricht y Beck; en cualquier caso, la reunión se canceló a último minuto.

### Deterioro de la situación militar

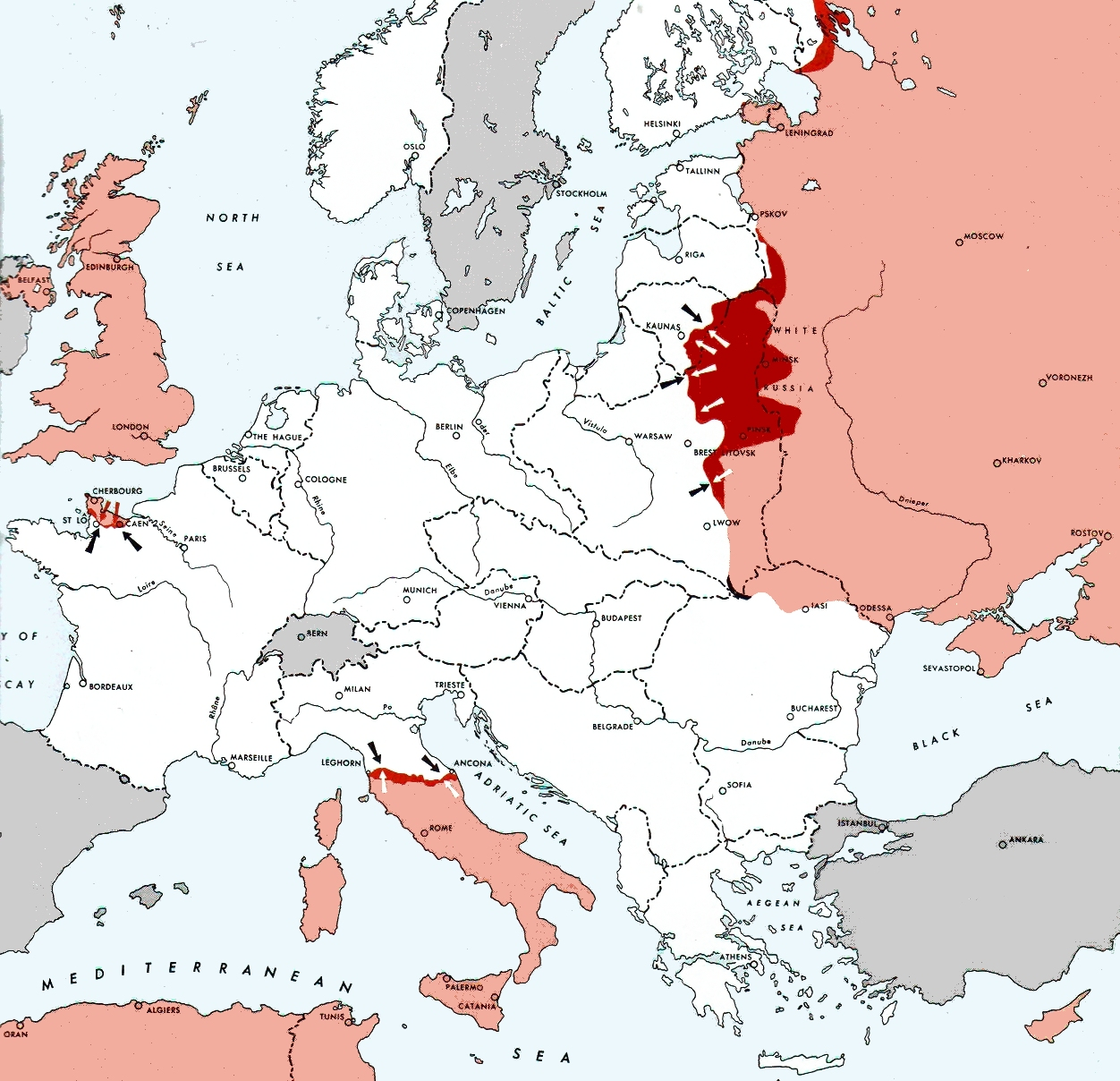
Frentes de batalla en Europa a partir del 15 de julio de 1944.

Con la aceleración del deterioro de la situación militar, Goerdeler, aún convencido de que podía negociar la paz con los Aliados que, en la Conferencia de Casablanca, declararon que solo aceptaban una rendición incondicional, instó a los soldados a actuar de nuevo. El pasar a los hechos se volvió aún más imperativo que los conspiradores, civiles o militares, llamaron la atención de la Gestapo: Oster y el clérigo disidente Dietrich Bonhoeffer fueron arrestados en la primavera de 1943, los miembros del círculo de Solf el 12 de enero de 1944 y Moltke una semana después. También se sospechaba que Canaris había sido arrestado en una fortaleza el 11 de febrero de 1944. El Ogruf. Ernst Kaltenbrunner, Brif. Walter Schellenberg y Gruf. Heinrich Müller —asistentes del Reichsführer-SS Heinrich Himmler— aprovecharon el arresto de Canaris para desmantelar metódica y progresivamente la Abwehr.
El estado de los frentes empeoró a partir de finales de 1943 y alentó a los soldados, especialmente Stauffenberg, hasta entonces entusiasmados por las victorias de Hitler, a apartarse del régimen y pensar en su derrocamiento. A principios del verano de 1944, la situación militar era cada vez más preocupante debido a los éxitos aliados en el oeste, el sur y especialmente en el este: los angloamericanos consolidaron con éxito su cabeza de playa en Normandía y conquistaron Roma, mientras que los soviéticos lanzaron varias operaciones estratégicas sucesivas en el Frente Oriental. De hecho, desde el 22 de junio de 1944, el Grupo de Ejércitos Centro, la principal fuerza alemana desplegada en el Frente Oriental, fue barrido por una poderosa ofensiva soviética. Estos éxitos soviéticos alarmaron a Tresckow e incitaron a los conspiradores a acelerar la preparación e implementación del ataque destinado a eliminar a Hitler y sus familiares.

## Miembros del complot
El grupo de conspiradores que organizaron el complot del 20 de julio y el Plan Valquiria (una versión modificada de la Operación Valquiria) tenía varios componentes y un carácter heterogéneo. A pesar de sus diversos orígenes, sus miembros permanecieron aislados entre la población alemana, reunidos alrededor del Heer y sus líderes por temor a la derrota y sus consecuencias.

### El grupo conservador

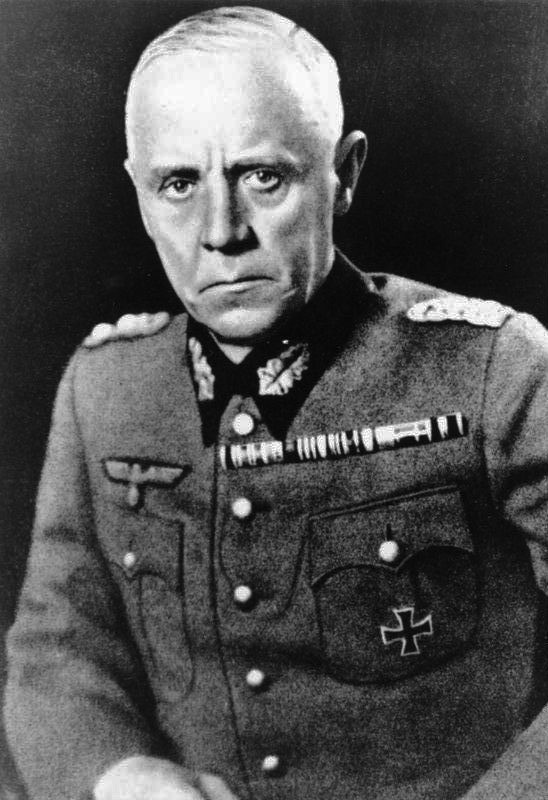
Ludwig Beck en 1936.

El grupo conservador se concentraba alrededor de Carl Friedrich Goerdeler, exalcalde de Leipzig, originalmente opuesto a cualquier forma de acción violenta y creyendo que podría restaurar el sentido común de Hitler al hablar con él, y Beck, exjefe del Oberkommando des Heeres; también participaba el círculo de Kreisau, dirigido por el conde Helmuth James von Moltke, cuyas motivaciones eran de carácter social cristiano e incluía entre sus miembros eminentes al diplomático Adam von Trott zu Solz o el teólogo protestante Eugen Gerstenmaier, el diplomático Ulrich von Hassell —exembajador de Alemania en Roma— y finalmente la resistencia militar.

### Los militares
Dentro de esta categoría se encuentran Tresckow, quien había entrenado a oficiales como Schlabrendorff, su ayudante de campo, y Gersdorff, oficial de enlace de la Abwehr. Oster, exasistente de Canaris, fue reemplazado en la primavera de 1943 por Olbricht, comandante de las tropas de reserva de Berlín, por tanto, bajo las órdenes del Gen.Oberst Friedrich Fromm; Oster también reclutó al Ost. Albrecht Mertz von Quirnheim, asistente de Olbricht. Fromm, tentado por los conspiradores, eligió una posición expectante; no apoyó ni denunció a los conspiradores. Entre los actores militares de la conspiración, la política aplicada en los territorios ocupados de Polonia y la Unión Soviética no enfrentó oposición.
Los conspiradores, por otro lado, lograron reunir cinco generales y almirantes para su complot y solo obtuvieron un acuerdo tácito de otros quince, la mayoría de los cuales eran desconocidos para la población. Este grupo muy débil se debía en parte a un documento firmado por los mariscales de campo en marzo de 1943, en el que reafirmaron su «lealtad inquebrantable al Führer». Interrogado en el verano de 1943 por Gersdorff, el Gen.Feldm. Erich von Manstein respondió, sin denunciar a los conspiradores, que «los mariscales de campo prusianos no se mutilan»; mantuvo su negativa después de ser contactado por Stauffenberg, poco después de la capitulación de las tropas alemanas en Stalingrado. En cuanto al Gen.Feldm. Günther von Kluge, este adoptó una actitud ambigua y eligió una posición de expectante, a pesar de su reunión con Goerdeler en abril de 1942. No obstante, incluso con este débil apoyo o notables ambigüedades por parte de los altos funcionarios de la Wehrmacht, los conspiradores lograron, unos meses antes del comienzo de la intentona, convencer al Gen.Feldm. Erwin von Witzleben para sus planes, retirado por razones de salud en marzo de 1942, y el Gen.Oberst Erich Hoepner, expulsado del Heer por Hitler, en los primeros días de 1942, durante la batalla de Moscú.
Aunque el Gen.Feldm. Erwin Rommel no fue informado oficialmente del plan de asesinato, probablemente supo del plan golpista por el Ostltn. Caesar von Hofacker, quien lo visitó en su cuartel general en La Roche-Guyon el 9 de julio de 1944. Convencido de «traer a Hitler de vuelta a su razón animándolo a cesar las hostilidades en el Frente Occidental», Rommel no se comprometió, pero su implicación en la trama es controvertida. Por ejemplo, Berben (1962) consideró que estuvo profundamente involucrado, sin proporcionar ninguna evidencia, mientras que Lemay (2009) indicó que Rommel rechazó sistemáticamente los intentos de ponerse en contacto con los conspiradores; Evans (2009) tomó una posición intermedia: «Era consciente de la conjura, pero no la aprobó».
Finalmente, los conspiradores no lograron conseguir colegas al mando del Frente Oriental que aceptaran sus planes: estos últimos, paralizados por las victorias soviéticas del otoño anterior, creían que una vacante en el más alto nivel de la Wehrmacht podría resultar catastrófica para la continuación de la guerra en el este, ya que en ese entonces las tropas soviéticas estaban a las puertas de Prusia Oriental. Los conspiradores se mostraron a favor de la continuación del conflicto con la Unión Soviética, una vez firmada la paz con los angloamericanos: el cese de las hostilidades en Occidente y en el sur continental permitiría concentrar todas las fuerzas del Reich en el Frente Oriental.
Lemay (2007), en un artículo sobre Manstein, subrayó que «de los 3500 generales y almirantes que formaban las filas de la Wehrmacht en la noche del golpe fallido del 20 de julio de 1944, solo cinco habían apoyado firmemente a Stauffenberg [...] y solo quince había simpatizado directa o indirectamente con él».

### SS y policías entre los conspiradores
Entre los conspiradores también hubo agentes que habían desarrollado sus carreras en el aparato represivo nazi, como el Ogruf. Wolf-Heinrich von Helldorff —presidente de la policía de Berlín— o el Gruf. Arthur Nebe —excomandante del Einsatzgruppe B y luego jefe de la Kripo en la Oficina Central de Seguridad del Reich (RSHA)—. También hubo antisemitas que desaprobaban los métodos brutales utilizados contra los judíos, pero compartían el objetivo de expulsarlos de la sociedad alemana, como Johannes Popitz o, en menor medida, Heinrich von Lehndorff, Berthold von Stauffenberg y su hermano gemelo Alexander.
Incluso Himmler fue invitado repetidamente por la oposición clandestina, a partir de 1941, en particular a través de Popitz. Su actitud hacia los conspiradores era expectante y ambigua, incluso cuando el arresto de Julius Leber, el 10 de julio de 1944, precipitó los planes de los conspiradores: «[Himmler] conocía lo suficiente como para decapitar la sedición, pero piensa que puede beneficiarse de un ataque, cualquiera que sea el resultado».

### Claus von Stauffenberg, líder del complot

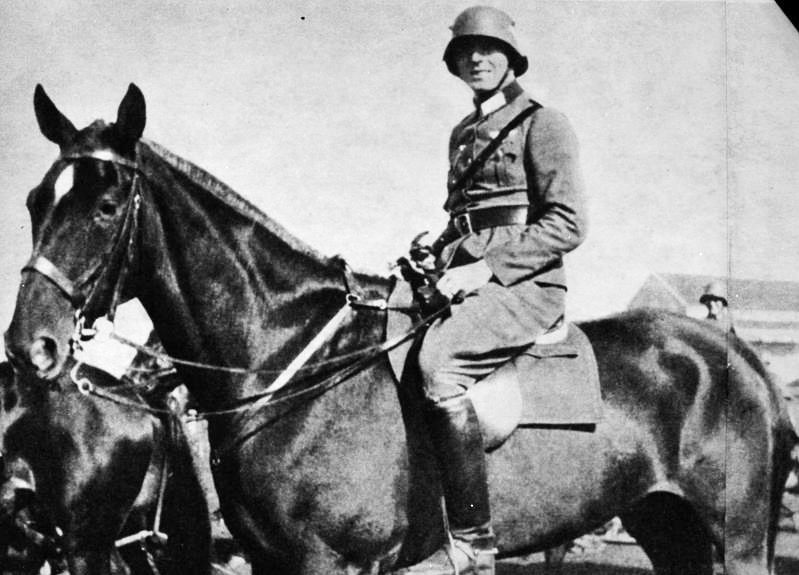
Claus von Stauffenberg en 1944.

A fines del verano de 1943, el Ostltn. Claus von Stauffenberg se unió al grupo y rápidamente desempeñó un rol central. Gravemente herido en la campaña del norte de África, donde perdió su ojo izquierdo, su mano derecha y dos dedos de su mano izquierda, se incorporó a los conspiradores debido a la previsible derrota en esta etapa de la guerra, pero también y sobre todo en reacción a las «atrocidades cometidas por las SS en y al otro lado del Frente Oriental contra eslavos y judíos». «Con él, animando la prudencia de Olbricht, completando o intensificando aún más la determinación de Tresckow, vino esta tensión dinámica que durante tanto tiempo había faltado en la Resistencia». Decidido y crítico con los generales y los mariscales de campo, declaró unos meses antes del ataque: «Dado que los generales no han logrado nada hasta ahora, corresponde a los coroneles lidiar con esto».
Stauffenberg tenía relaciones complejas, incluso conflictivas, con Goerdeler, quien se sintió cada vez más marginado, y lo reprochó por su proximidad con exactivistas socialdemócratas como Wilhelm Leuschner y Leber. A partir del 1 de octubre de 1943, Stauffenberg era el jefe del Estado Mayor de Olbricht. Después del desembarco de Normandía, creyó que «un golpe de Estado no sería más que un gesto y que, en cualquier caso, se habría desperdiciado la esperanza, nunca totalmente abandonada, de una solución política». Por ello, preguntó a Tresckow si un ataque aún tendría sentido y recibió como respuesta: «El atentado debe tener lugar a cualquier precio. [...] Porque la cuestión ya no es la del objetivo concreto, sino que el movimiento de la Resistencia alemana se ha atrevido a llevar a cabo el intento decisivo, ante el mundo y ante la historia, a riesgo de la vida de sus miembros. Aparte de eso, todo lo demás es indiferente».

## Preparativos

### Organización y primeros intentos

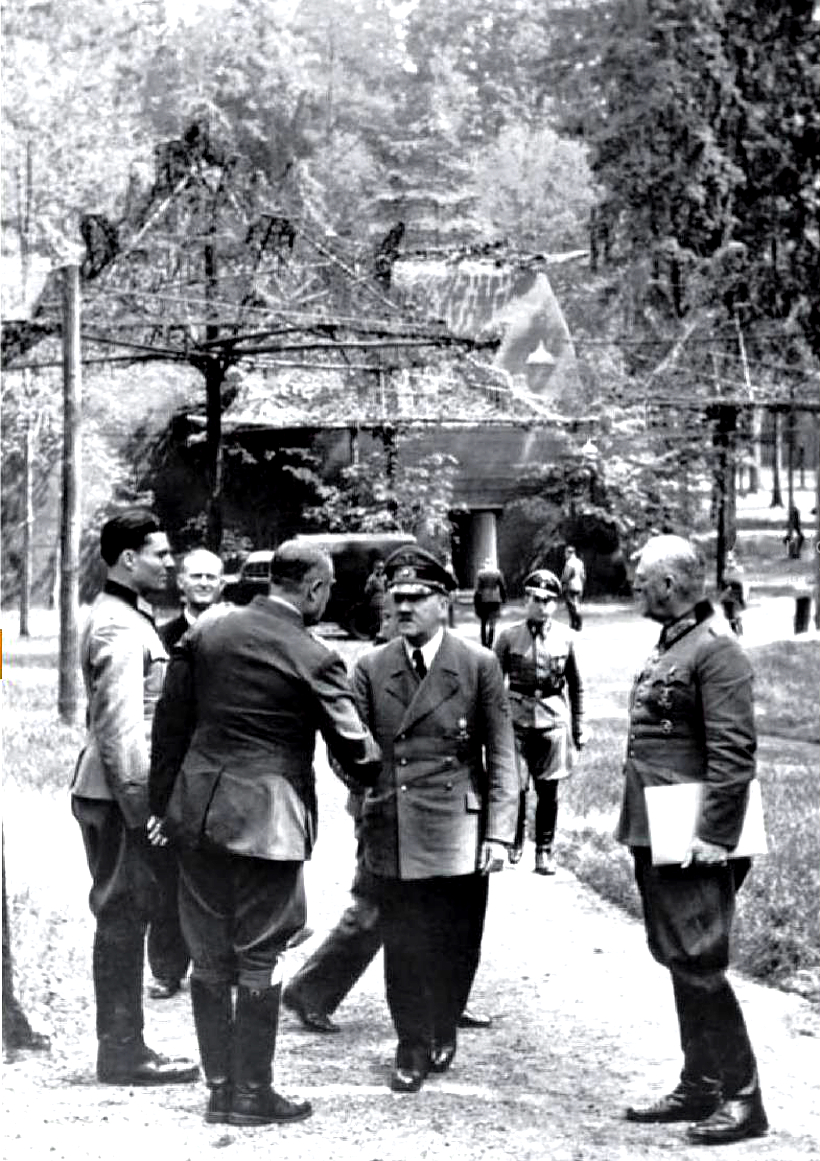
Stauffenberg (en el extremo izquierdo), Hitler (al centro) y Keitel (extremo derecho) en la Guarida del Lobo (Wolfsschanze) el 15 de julio de 1944.

En el otoño de 1943, Tresckow y Stauffenberg examinaron las opciones para asesinar a Hitler y cómo tomar el poder. Decidieron utilizar el plan oficial de movilización —conocido con el criptónimo «Valquiria» (Walkyrie), en honor a una ópera de Wagner—, desarrollado por Olbricht y aprobado por Hitler, y se dieron a la tarea de hacer modificaciones, que fueron conocidas como el Plan Valquiria (Plan „Walküre“). Esta operación había sido diseñada inicialmente para movilizar al ejército de reserva (Ersatzheer) con el objetivo de «reprimir las insurrecciones entre los millones de trabajadores extranjeros, posiblemente desencadenadas de acuerdo con el movimiento comunista clandestino o por comandos enemigos lanzados en paracaídas». Burlando a Fromm y Hitler, Olbricht tenía una segunda versión de esta operación, aprobada a fines de julio de 1943, y consistía en el establecimiento de grupos de combate operativos para mantener la ley y orden, declarando un estado de emergencia. La orden de comenzar la operación, después del asesinato de Hitler, comenzaba con la frase: «¡El Führer Adolf Hitler está muerto! Una camarilla sin escrúpulos de líderes de partidos extranjeros en el frente ha intentado, utilizando esta situación, traicionar al frente que lucha duramente y tomar el poder para sus propios propósitos egoístas». Las tropas que participarían en la Operación Valquiria, según las modificaciones, eran especialmente responsables de ocupar en todas las ciudades los ministerios y órganos del NSDAP, estaciones de radio e centros telefónicos, campos de concentración y desarmar las unidades de las SS; además, ejecutarían a sus líderes si intentaban resistir o rehusarse a obedecer. Tan pronto como se completaron los preparativos para el Plan Valquiria, Treskow fue transferido al Frente Oriental, lo que le impidió retener o recuperar una posición clave en los preparativos para el atentado y el golpe. Este cambio, considerado como una «neutralización deliberada», fortaleció la posición y el rol de Stauffenberg dentro de la conspiración.
El 1 de julio de 1944, Stauffenberg fue ascendido a coronel (Oberst) y nombrado jefe del Estado Mayor de Fromm; como tal, tenía la posibilidad de acercarse a Hitler y sus asesores más cercanos, en la Guarida del Lobo o en el Berghof, donde participó en una primera reunión del 7 de junio. Aunque Stauffenberg dudaba de la conveniencia de eliminar físicamente a Hitler y estaba convencido de que ya no había ninguna esperanza de llegar a un acuerdo negociado con los Aliados, estaba listo para llegar hasta el final. Con el desembarco de Normandía el 6 de junio y la gran ofensiva del Ejército Rojo, que comenzó el 22 de junio hundiendo al Grupo de Ejércitos Centro y luego destruyendo veintisiete divisiones, la situación militar alemana se deterioró y se hizo cada vez más preocupante.

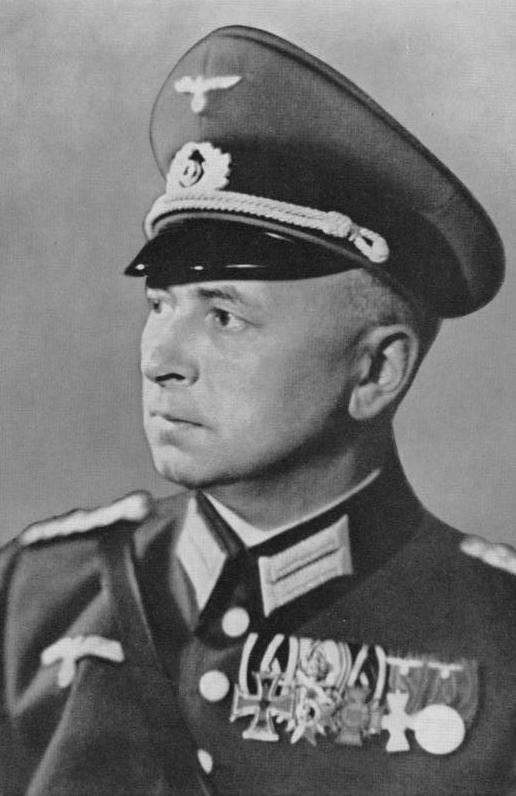
Eduard Wagner en 1940.

El 11 de julio, en una reunión en el Berghof, Stauffenberg una vez más llevó un explosivo pero no lo detonó, nuevamente debido a la ausencia de Himmler, aunque también porque «gran parte de las medidas relacionadas con el golpe que seguiría al ataque habían sido pasadas por alto»; la oportunidad se perdió nuevamente el 15 de julio en la Guarida del Lobo, debido a la oposición de los conspiradores en Berlín, pero también del Gen.d.NachrTr. Erich Fellgiebel, Stieff y el Gen.d.Artl. Eduard Wagner, quienes nuevamente consideraron que el ataque no podía tener lugar en ausencia de Himmler. Sin embargo, en Berlín, Olbricht lanzó el Plan Valquiria por su cuenta alrededor de las 11:00 a. m., aprovechando la ausencia de Fromm; después de poner en acción a los alumnos de las grandes escuelas militares de los alrededores de la capital y al batallón de la guardia al mando del Gen.Maj. Otto Ernst Remer, Olbricht canceló el plan al enterarse de que el atentado no tuvo lugar y fue catalogado como un simple ejercicio.
El 19 de julio, comenzando a la hora del almuerzo, Olbricht y los miembros de su Estado Mayor, sumados al complot, advirtieron a los principales conspiradores, como Witzleben, Hoepner, el Genltn. Paul von Hase —comandante de la ciudad de Berlín—, y los principales oficiales que debían participar en la toma del poder, ante la inminencia del ataque y el golpe de Estado; por la noche, Stauffenberg se dirigió a casa de Wagner en Zossen, quien se comprometió a proporcionarle un avión especial de Rastenburg a Berlín.

Ahora es el momento de hacer algo, pese a que el hombre con el valor de hacer algo debe hacerlo sabiendo que permanecerá en la historia de Alemania como un traidor. Sin embargo, si no lo hace, es a su conciencia a la que traicionará.
Claus von Stauffenberg, julio de 1944.

### Gobierno provisional
Tras años de discusiones y contactos no pudieron llegar a un acuerdo definitivo sobre la composición y el programa de un futuro gobierno, pero, en la víspera del 20 de julio de 1944, se formó un equipo para garantizar el funcionamiento del Estado después del golpe. Según Berben (1962), este grupo incluía a las siguientes personas con sus respectivas funciones:
- Gen.Oberst Ludwig Beck, presidente del Reich;
- Carl Friedrich Goerdeler (DNVP), canciller;
- Wilhelm Leuschner (SPD), vicecanciller;
- Gen.d.Inf. Friedrich Olbricht o Gen.Oberst Erich Hoepner, ministro de Guerra, con el Ost. Claus von Stauffenberg como secretario de Estado;
- Julius Leber (SPD), ministro del Interior;
- Friedrich-Werner von der Schulenburg o Ulrich von Hassell, ministro de Asuntos Exteriores;
- Gen.Feldm. Erwin von Witzleben, comandante en jefe de las fuerzas armadas.

## Protagonistas del evento
| Principales implicados en atentado del 20 de julio de 1944 | |  | |  | |  | |
|                                                            | Gen.Oberst Friedrich Fromm Comandante de las tropas de reserva de Berlín, se desentendió del complot al conocer que Hitler vivía. Juzgado como cómplice, fue ejecutado el 12 de marzo de 1945. |  | Oblt. Werner von Haeften Ayudante de Claus von Stauffenberg. Ejecutado el 21 de julio de 1944.                          |  | Gen.Feldm. Günther von Kluge Aunque no estuvo directamente involucrado, sabía sobre el complot. Se suicidó el 18 de agosto de 1944. |  | Gen.d.Inf. Carl-Heinrich von Stülpnagel Encargado de tomar el control de las SS y la Wehrmacht en París. Ejecutado el 30 de agosto de 1944. |
|                                                            | Gen.Maj. Henning von Tresckow Artífice de varios atentados fallidos contra Hitler. Se suicidó el 21 de julio de 1944.                                                                          |  | Gen.Oberst Ludwig Beck Uno de los principales instigadores. Asesinado el 21 de julio de 1944.                           |  | Berthold von Stauffenberg Hermano de Claus von Stauffenberg. Ahorcado el 10 de agosto de 1944.                                      |  | Gen.d.Inf. Friedrich Olbricht Autor intelectual del Plan Valquiria. Ejecutado el 21 de julio de 1944.                                       |
|                                                            | Carl Friedrich Goerdeler Futuro canciller en caso de éxito del golpe de Estado. Torturado y ejecutado el 2 de febrero de 1945.                                                                 |  | Gruf. Arthur Nebe Único miembro de las SS de alta graduación implicado en el complot. Ejecutado el 21 de marzo de 1945. |  | Ostltn. Hans Oster Oficial de inteligencia de la Abwehr. Ahorcado el 9 de abril de 1945.                                            |  | Gen.Feldm. Erwin von Witzleben Principal instigador del golpe de Estado. Ahorcado el 8 de agosto de 1944.                                   |
|                                                            | Ost. Claus von Stauffenberg Líder del complot y ejecutor del atentado. Fusilado el 21 de julio de 1944.                                                                                        |  | Adm. Wilhelm Canaris Jefe de la Abwehr. Ahorcado el 9 de abril de 1945.                                                 |  | Hjalmar Schacht Miembro del círculo de Kreisau. Deportado a Dachau, sobrevivió a la guerra.                                         |  | Helmuth James von Moltke Instigador y fundador del círculo de Kreisau. Ahorcado el 23 de enero de 1945.                                     |
| Desarticuladores del putsch leales al régimen nazi         | |  | |  | |  | |
|                                                            | Gen.Maj. Otto Ernst Remer Principal ejecutor del fracaso del golpe de Estado, al tomar el control del ejército de reserva.                                                                     |  | Gen.Oberst Heinz Guderian Ocupó Berlín con su cuerpo mecanizado, tomando el control del Bendlerblock.                   |  | Joseph Goebbels Ministro de Propaganda. Convenció a Remer de que Hitler vivía y tomó el control de las comunicaciones.              |  | Gen.Feldm. Wilhelm Keitel Comunicó a Fromm que Hitler vivía, condenando el golpe de Estado al fracaso.                                      |

## Secuencia de eventos

### Atentado

Planta de la Guardia del Lobo; la sala de conferencias donde tuvo lugar el ataque está marcada con el número 6.

El 20 de julio de 1944, Stauffenberg y su ayudante de campo Oblt. Werner von Haeften volaron al cuartel general del Führer en Rastenburg, la Guarida del Lobo (Wolfsschanze), con Stieff y aterrizaron poco después de las 10:00 a. m. A las 11:30 a. m, Stauffenberg participó, durante tres cuartos de hora, en una reunión de preparación dirigida por el Gen.Feldm. Wilhelm Keitel, durante la cual supo que la reunión con Hitler se adelantó media hora debido a una visita del Duce Benito Mussolini, programada para la tarde. Al final de la reunión con Keitel, alrededor de las 12:15 p. m, pidió refrescarse y cambiarse la camisa, lo cual no era sorprendente dado el calor del día. Haeften lo acompañó al baño porque, debido a su discapacidad, solo tenía tiempo para detonar una de las dos bombas; además, fue interrumpido en sus preparativos por un oficial enviado por el ayudante de campo de Keitel, el Maj. Ernst John von Freyend, quien le pidió que se apurara debido a una llamada telefónica urgente de Fellgiebel, responsable de las comunicaciones del Oberkommando der Wehrmacht y de prevenir, después del atentado, cualquier comunicación al exterior. Stauffenberg colocó el explosivo encendido en su maletín y le da el otro a Haeften. Kershaw (2009) y Fest (2009) opinaron que si Stauffenberg hubiera guardado el dispositivo sin activar en su maletín, habría duplicado el efecto de la explosión, sin dejar sobrevivientes en la sala de conferencias.
El día anterior, Hitler había decidido que la reunión sería breve, le acompañaría un número reducido de participantes y se concentraría en asuntos esenciales. Consciente que por la visita de Mussolini el asunto ocuparía poco tiempo y no sería muy interesante, Himmler y el Reichsmarschall Hermann Göring decidieron no participar, a pesar de que con frecuencia asistían a la conferencia diaria. Stauffenberg se unió a la reunión durante la sesión informativa del Genltn. Adolf Heusinger; Debido a su sordera parcial, solicitó ser ubicado a la derecha de Hitler y en sus inmediaciones, pero fue relegado a la esquina de la mesa. Freyend, quien llevaba el maletín con la bomba pero no participó en la reunión, lo colocó contra el lado externo de la base sólida de la mesa. Según Berben (1962), Stauffenberg inicialmente colocó el maletín con el explosivo en el interior de la base de madera de la mesa de conferencias, es decir, en las inmediaciones de Hitler; no obstante, Brandt, molesto al examinar las mapas por la posición del maletín, lo movió hacia el exterior de la base, probablemente salvando así la vida de Hitler. Poco después de que comenzara la reunión, Stauffenberg salió de la sala y reclamó una llamada telefónica urgente.

Sala de conferencias de la Guarida del Lobo, en el momento de la explosión de la bomba de Stauffenberg.

Cuando abandonó la sala de conferencias del cuartel, habían veinticuatro personas alrededor de la mesa, cuyos números de orden a continuación corresponden a los de la ilustración de la derecha:
1. Fhr. Adolf Hitler,[N 2] levemente herido. Sufrió rasguños, quemaduras y contusiones, especialmente en el brazo derecho; también con los tímpanos muy dañados;[110]
2. Genltn. Adolf Heusinger, jefe de operaciones en el Oberkommando des Heeres, que actuaba como jefe adjunto del Estado Mayor del Heer, levemente herido;
3. Gen.d.Fl. Günther Korten, jefe adjunto del Estado Mayor de la Luftwaffe, herido de gravedad,[111] destrozado por un pedazo de madera, murió en el hospital al día siguiente;[112]
4. Ost. Heinz Brandt, asignado al Estado Mayor General, primer oficial del Estado Mayor General del Heer, suplente de Heusinger; perdió una pierna y murió en el hospital a la mañana siguiente;[113]
5. Gen.d.Fl. Karl-Heinrich Bodenschatz, oficial de enlace del comandante en jefe de la Luftwaffe en el cuartel general del Führer, gravemente herido;
6. Ostltn. i. G. Heinz Waizenegger, asignado al Estado Mayor General, ayudante de campo de Keitel, herido;
7. Genltn. Rudolf Schmundt, ayudante de campo en jefe  de la Wehrmacht ante Hitler y jefe de personal del Heer, gravemente herido en el muslo,[111] murió en el hospital dos meses después, el 1 de octubre;[112]
8. Ostltn. i. G. Heinrich Borgmann, asignado al Estado Mayor General, ayudante de campo de Hitler, gravemente herido;
9. Gen.d.Inf. Walter Buhle, representante del Estado Mayor del Heer ante el Oberkommando der Wehrmacht, herido;
10. Ktr.Adm. Karl-Jesko von Puttkamer, ayudante de campo de la Kriegsmarine ante Hitler, levemente herido;
11. Heinrich Berger, taquígrafo, herido de gravedad;[111] ambas piernas amputadas, murió por la tarde;[114]
12. KptzS. Heinz Assmann, oficial del Estado Mayor de la Kriegsmarine ante el Oberkommando der Wehrmacht, herido;
13. Maj. Ernst John von Freyend, ayudante de campo de Keitel, herido;
14. Gen.Maj. Walter Scherff, encargado de la misión ante Hitler para la redacción de la historia militar, levemente herido;
15. Ktr.Adm. Hans-Erich Voss, representante del comandante en jefe de la Kriegsmarine en el cuartel general del Führer, herido;
16. Hstuf. Otto Günsche, ayudante de campo de Hitler, levemente herido;
17. Ost. i. G. Nicolaus von Below, ayudante de campo de la Luftwaffe ante Hitler, herido;[115]
18. Gruf. Hermann Fegelein, representante de las Waffen-SS en el cuartel general del Führer, herido;
19. Heinz Buchholz, taquígrafo, herido;
20. Maj. i. G. Herbert Büchs, asignado al Estado Mayor General, ayudante de campo de Jodl, herido;
21. Franz von Sonnleithner, subsecretario (Ministerialdirigent), representante del Ministro de Asuntos Exteriores en el cuartel general del Führer, herido;
22. Gen.d.Artl. Walter Warlimont, suplente del jefe de operaciones de la Wehrmacht (Jodl), levemente herido;
23. Gen.Oberst Alfred Jodl, jefe de operaciones de la Wehrmacht, levemente herido en la cabeza;[116]
24. Gen.Feldm. Wilhelm Keitel, jefe del Oberkommando der Wehrmacht, levemente herido.

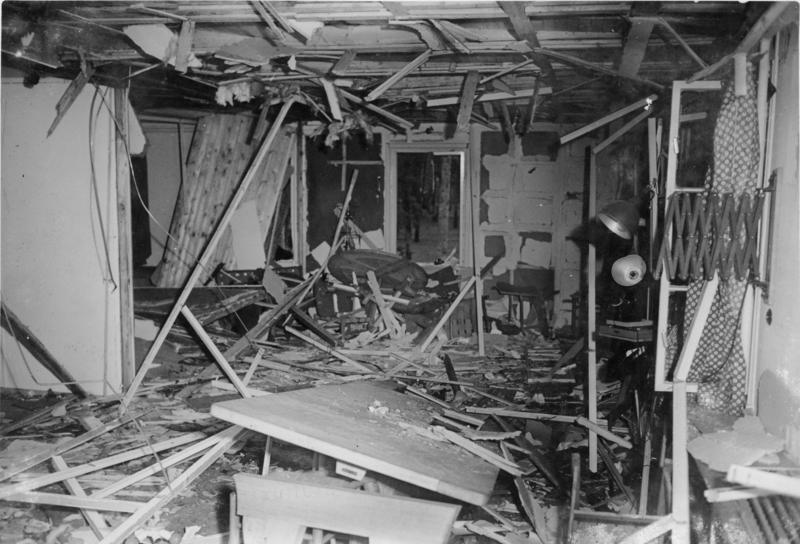
Daño de la bomba en la sala de conferencias.

La explosión ocurrió a las 12:42: «Una densa nube de humo se levantó del edificio, los fragmentos de madera, vidrio y cartón se arremolinaron, luego empezaron a llover trozos de papel y lana aislante carbonizada». «En la sala el daño fue considerable. El revestimiento del techo y las paredes, hecho de cartón blanco amarillento, colgaba en jirones. Los marcos de las ventanas estaban rotos, las cortinas rasgadas. [...] La gran mesa, de la cual se había roto más de la mitad de la base, se había derrumbado». La explosión dejó cuatro heridos de gravedad y nueve heridos leves. Para Hoffmann (1984), «en un búnker de verdad, la cantidad de explosivo llevado por Stauffenberg habría matado a todos los participantes en la conferencia y el resultado habría sido igual si la cantidad de explosivo se hubiera duplicado, que sería el caso si Stauffenberg hubiese empleado todos los explosivos que él y Haeften habían traído al cuartel general del Hitler. Pero dada la débil resistencia y la ausencia de hermeticidad de los barracones, las heridas fueron relativamente leves». Justo después de la explosión, Keitel descubrió que Hitler, con las prendas rasgadas, sobrevivió al ataque; tan pronto como se levantó, lo abrazó, exclamando: «Mein Führer, ¡está vivo, está con vida!». Inmediatamente, los ayudantes de campo Ogruf. Julius Schaub y Stubaf. Heinz Linge movilizaron a Hitler a su búnker cercano. Poco después de la explosión, Fellgiebel tomó las medidas destinadas a bloquear las comunicaciones de los dos cuarteles generales en Rastenburg y desconectar varios retransmisores, respondiendo así al compromiso que hizo con los conspiradores, pero también a las instrucciones del séquito de Führer que querían ocultar cualquier noticia sobre el atentado a la población, lo que lo puso, al principio, a salvo de sospechas.
Desde el edificio de ayudantes de campo, Stauffenberg, Haeften y Fellgiebel escucharon la explosión ensordecedora. Stauffenberg y Haeften luego tomaron un automóvil para llegar al aeródromo, con el fin de llegar a Berlín: cuando entraron al vehículo, vieron salir de la caseta una camilla con un hombre herido cubierto con la capa de Hitler y dedujeron que efectivamente él había muerto. De camino al aeropuerto, Haeften se deshizo del segundo dispositivo explosivo sin accionar, tirándolo al arcén; ambos conspiradores lograron evadir los dos puestos de vigilancia y volar a la capital a la 1:15 p. m.: estaban «firmemente convencidos de que nadie podría haber sobrevivido a la explosión y que Hitler estaba muerto». Debido a su salida precipitada e inexplicable de la reunión, sin llevar su maletín, gorra o cinturón y a lo rápido con que voló a Berlín, se sospechó inmediatamente de Stauffenberg.

### Intento de golpe de Estado

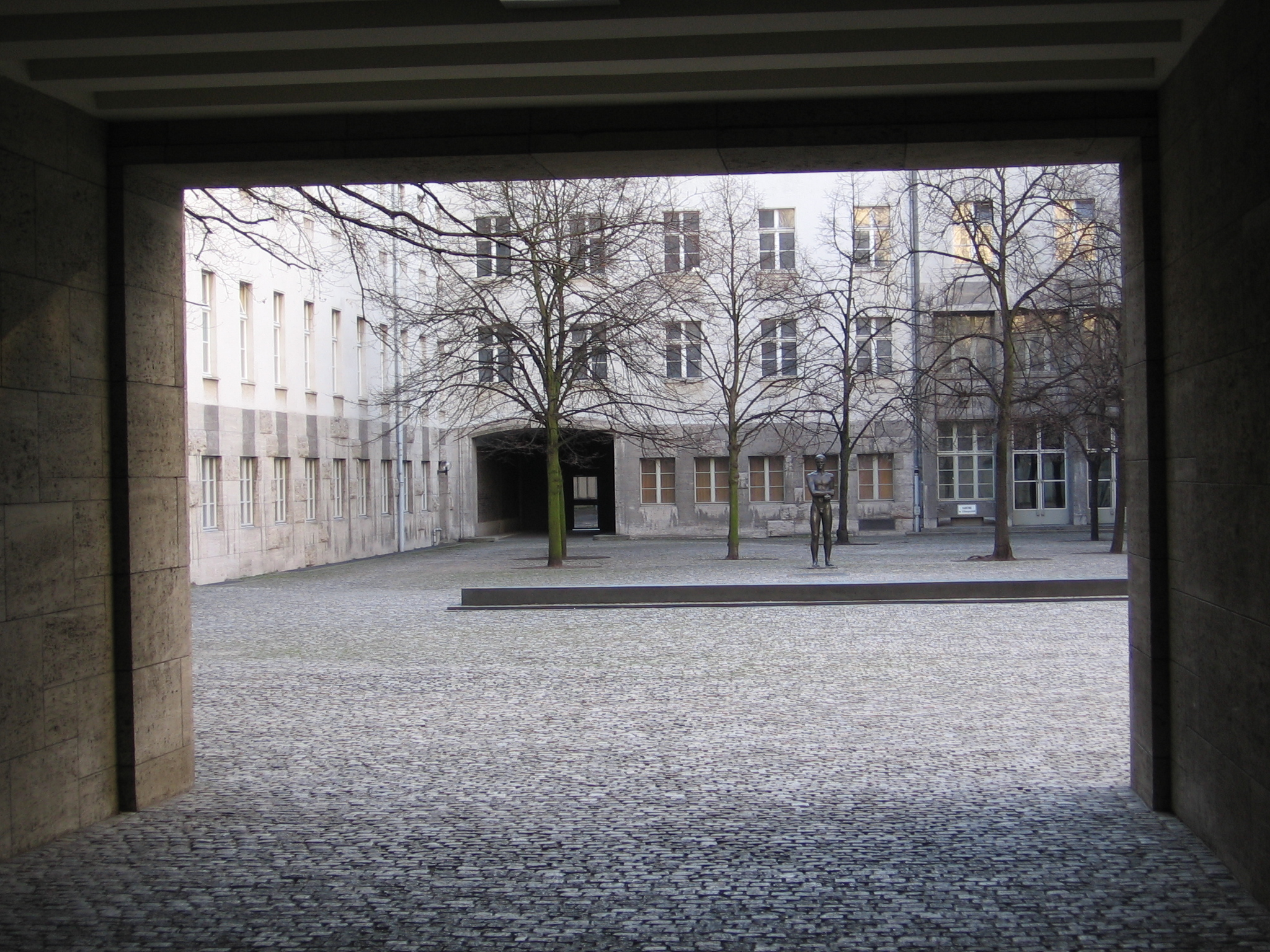
Vista del patio interior del Bendlerblock. Actualmente forma parte del Memorial a la Resistencia alemana.

En Berlín, algunos miembros de la conjura, como Helldorff, Gottfried von Bismarck-Schönhausen y Hans Bernd Gisevius, se reunieron a las 11:00 a. m. en la presidencia policial de Alexanderplatz, a la espera de las órdenes para hacer intervenir a la policía berlinesa y luego la Kripo, dirigida por Nebe. Alrededor de las 4:00 p. m., Olbricht llamó a Helldorff para pedirle que estuviese preparado: «El asunto ha comenzado». El grupo reunido en la Alexanderplatz llegaron al Bendlerblock media hora después.
Los conspiradores más importantes reunidos en el Bendlerblock fueron notificados por una llamada telefónica de Fellgiebel al Genltn. Fritz Thiele, justo antes del despegue del avión que transportaba a Stauffenberg y Haeften: según Fellgiebel, el ataque había tenido lugar, pero Hitler sobrevivió; a pesar de esto, insistió en que se lanzara el golpe. En espera de noticias precisas y definitivas, Olbricht decidió no activar el Plan Valquiria, especialmente porque, a diferencia del 15 de julio, Fromm estaba presente en las oficinas de Bendlerblock. Con total consternación, Thiele salió a caminar para tomar una decisión, sin siquiera informar a Olbricht, y permaneció casi imposible de rastrear durante casi dos horas. «Se perdieron horas irrecuperables».
Cuando llegaron al aeródromo de Tempelhof, poco después de las 3:30 p. m., Stauffenberg y Haeften, que no tuvieron contacto con los conspiradores durante el vuelo, ya que sus aviones carecían de radio, estaban convencidos de que el Plan Valquiria iba según lo planeado. Para su sorpresa, se encontraron solos y nadie los espera: Haeften llamó por teléfono a los conspiradores reunidos en el Bendlerblock y declaró que Hitler había muerto. Se pasmó al saber que aún no se había hecho nada, lo que despertó la profunda ira de Stauffenberg. Cuando llegó al cuartel general alrededor de las 4:30 p. m., Stauffenberg volvió a confirmar la muerte de Hitler; sobre la base de esta nueva información, Olbricht pidió a Fromm que diera la orden de activar el Plan Valquiria, pero este último se negó, ya que Keitel le había advertido sobre el fracaso del intento de asesinato; lo arrestan en la oficina de su ayudante de campo, donde le traían una botella de coñac. Haciendo caso omiso de la negativa de Fromm y las tergiversaciones de Olbricht, Quirnheim lanzó el plan, «enviando un mensaje por cable a los comandantes militares regionales, que comienza con estas palabras: “El Führer, Adolf Hitler, está muerto”».

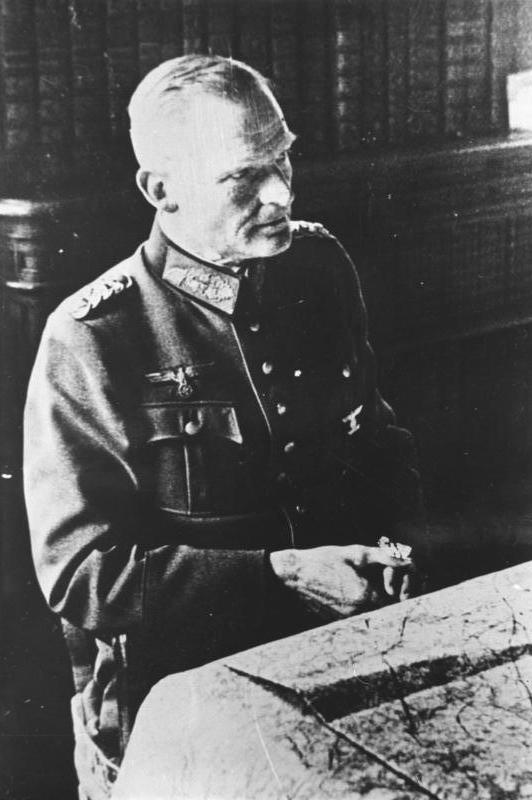
Carl-Heinrich von Stülpnagel en 1940.

Algunas medidas del Plan Valquiria se implementaron de acuerdo con los planes. Se contactó en secreto a los comandantes de las unidades para que se reunieran y Olbricht llamó a Wagner en Zossen y Kluge en La Roche-Guyon; en Berlín, alrededor de las 6 p. m., el batallón de la guardia, comandado por Remer, rodeó el edificio del Ministerio de Asuntos Exteriores y luego, media hora después, el distrito gubernamental; Las unidades de la brigada de reserva de la división Großdeutschland, con sede en Cottbus, ocuparon los transmisores y tomaron el control, sin encontrar resistencia, de las oficinas locales del NSDAP y las unidades de las SS. La ciudad de Döberitz entró en estado de insurrección, pero los conspiradores no pudieron ocupar la central de radio y no detuvieron sus transmisiones. En París, el Gen.d.Inf. Carl-Heinrich von Stülpnagel, comandante militar de la Francia ocupada, planeó arrestar a mil oficiales de las SS y de la Gestapo, como el Ogruf. Carl Oberg, jefe de las SS en Francia, y el Staf. Helmut Knochen, alrededor de las 11:00 p. m.; a pesar de las instrucciones de Kluge en sentido contrario, lo que lo relevó de su mando poco antes de cumplirse aquella hora, implementó su plan hasta el punto de programar las ejecuciones. Operaciones similares fueron ejecutadas por los comandantes de los distritos de defensa de Praga y Viena. El Maj. Philipp von Boeselager mencionó la hipótesis —aunque no fue el único— de la transferencia aérea de Polonia de mil soldados de caballería a Berlín para tomar el centro de mando de las SS y el Ministerio de Propaganda.
El plan empezó a tener sus primeros fracasos. Helldorff, presidente de la policía de Berlín, preparaba una gran redada, pero no recibió las órdenes esperadas, como muchos otros participantes en el golpe. Esta demora en la transmisión de órdenes se explica por una decisión improvisada y desacertada del oficial Friedrich Karl Klausing, de la escolta de Stauffenberg, quien solo autorizó el envío de instrucciones por parte de cuatro secretarios, mientras que la proclamación y las instrucciones operativas que le siguieron podrían haber sido emitidas por más de veinte operadores de teletipo. Además, se había olvidado de retirar el cuartel general de Rastenburg de la lista de destinatarios: Hitler y su personal se mantenían informados, en tiempo real, de los receptores y del contenido detallado de las órdenes dadas para llevar a cabo el golpe de Estado.
Con el paso de las horas, los principales conspiradores arribaron al Bendlerblock: Beck llegó a las 4:20 p. m., sin uniforme, lo que marcaba el carácter civil del golpe, no «un golpe de generales»; alrededor de las 4:30 p. m., Hoepner se le unió, también en ropa de civil, pero con su uniforme en su maletín. Alrededor de las 7:30 p. m., fue el turno de Witzleben, quien llegó en uniforme, palo de su mariscal en la mano. Después de tormentosas discusiones con Beck, Stauffenberg y Ulrich Wilhelm Schwerin von Schwanenfeld, Witzleben señaló enérgicamente a sus interlocutores que el Bendlerstrasse no controlaba el distrito gubernamental ni los transmisores y no tenía unidades operativas. No hizo ningún intento de intervenir personalmente para cambiar la situación en el último momento, aparentemente solo para tomar el mando de la Wehrmacht después de que el golpe fuera exitoso. Declaró «Qué buen lío», antes de regresar en su casa alrededor de las 8:15 p. m. Afectado por una orden de arresto, Goerdeler pasó a la clandestinidad desde el 18 de julio y, por ende, no se unió a los otros conspiradores en el Bendlerblock; fue arrestado el 12 de agosto.

### Golpe fallido

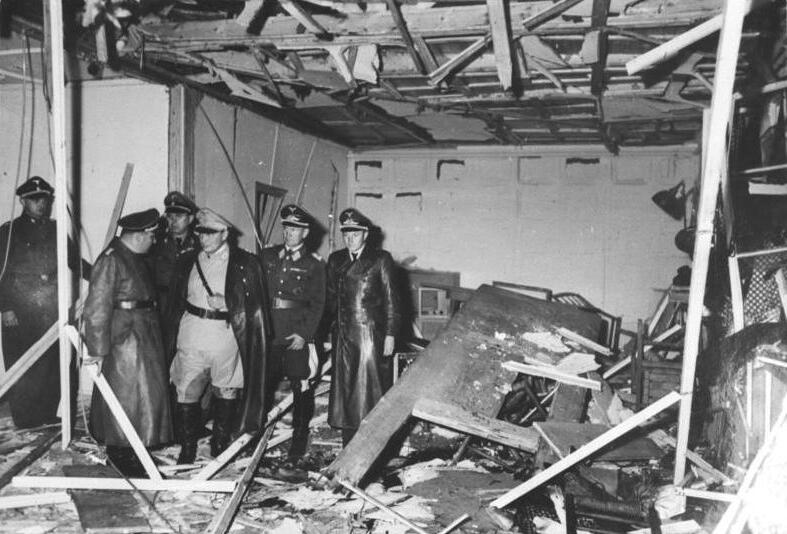
Göring (con uniforme claro) y Bormann (a la izquierda, de perfil, con abrigos de cuero) visitan la sala de conferencias de la Guarida del Lobo después del ataque.

Hitler sufrió de heridas leves y, como era de esperar, alrededor de las 4:00 p. m. recibió a Mussolini, a quien mostró las ruinas del cuartel. La sobrevivencia de Hitler fue, por supuesto, la razón principal del fracaso del golpe, ya que su primera condición de éxito no se logró. Sobre esto, Kershaw (2009) opinó:

Todo se basó en el asesinato de Hitler. [...] Tan pronto como esta premisa fue desafiada y luego anulada, el improvisado golpe de Estado pronto se derrumbó. Ante la falta de confirmación de la desaparición del Führer, el elemento crucial fue que había demasiados leales, demasiados vacilantes, demasiadas personas que tenían mucho que perder al ponerse del lado de los conspiradores.
Ian Kershaw, Hitler (1936-1945).

Además, los conspiradores tuvieron una actuación poco profesional en la ejecución del golpe, particularmente en el área de control de comunicaciones. Como Fellgiebel señaló una vez: «No había un punto central en el sistema de transmisión que pudiera ser ocupado y puesto fuera de servicio. El Heer, la Luftwaffe, así también las SS y el Ministerio de Asuntos Exteriores tenían sus propios circuitos de comunicación; por ello, consideró que la única solución posible era aislar, durante un período limitado, al cuartel general de la Guarida del Lobo. Después de que se reanudó la central de comunicaciones y se volvió a poner en servicio poco después de las 4:00 p. m., la noticia de la sobrevivencia del Hitler llegó rápidamente a Berlín, así como el Bendlerblock, y a los principales oficiales militares de alto rango como Kluge y Fromm. La recepción de los télex, por parte de la cuartel general, enviados desde el Bendlerblock permitió al Estado Mayor de Hitler y, en particular, Keitel advertir sistemáticamente a los destinatarios de estos mensajes que el Führer estaba vivo y que el ataque había fallado, especialmente en una serie de mensajes enviados a las 5:42 p. m. y en los minutos que siguieron; estas notas también recordaron a los funcionarios civiles y militares regionales la prohibición de obedecer órdenes enviadas por los conspiradores. El anuncio de que Hitler sobrevivió al atentado también permitió a Remer, seguidor de Hitler hasta el fanatismo y que inicialmente creyó en la ficción de los conspiradores, volverse contra los ellos e inició la represión del levantamiento contra el Führer de los grupos de las SS y miembros disidentes del NSDAP, lo que lo convirtió en un actor clave en el fracaso del Plan Valquiria; fue puesto en comunicación telefónica con Hitler alrededor de las 7:00 p. m. por Joseph Goebbels, a quien llegó a arrestar y cuyos conspiradores no lograron cortar las líneas telefónicas.
Las negativas a participar y las deserciones se multiplicaron al final de la tarde. En Breslavia, los oficiales militares decidieron oponerse al golpe antes de que el mando del distrito de defensa fuese informado de su existencia; en Hamburgo, el NSDAP y los dignatarios de las SS brindaron con el comandante de la ciudad, Gen.d.Inf. Wilhelm Wetzel, declarando: «No vamos a dispararnos unos a otros»; en Berlín, el comandante general del distrito de defensa, Gen.d.Inf. Joachim von Kortzfleisch, rehusó indignado participar en el complot. A las 6:45 p. m., la radio interrumpió sus programas habituales y emitió un comunicado de prensa anunciando el atentado y la sobrevivencia del Führer. Alrededor de las 7:15 p. m., Stauffenberg respondió enviando un télex de extrema urgencia a los comandantes de las regiones militares: «El comunicado de radio es inexacto. El Fuhrer está muerto. Las medidas prescritas deben realizarse con la mayor celeridad».

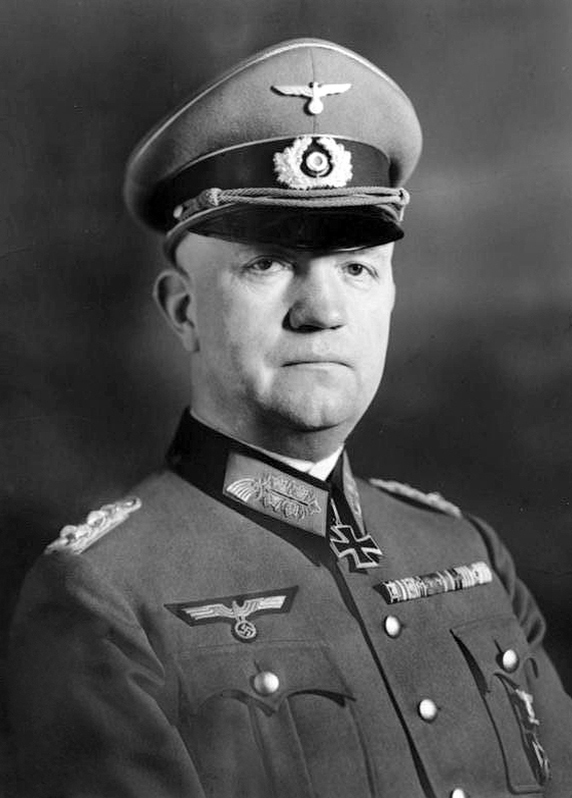
Friedrich Fromm en 1940.

La situación también se deterioró bruscamente en el Bendlerblock. Después de una reunión entre Olbricht y sus oficiales, algunos de los cuales no guardaron el secreto, se volvieron en contra de los conspiradores; armados, irrumpieron en la oficina de Olbricht poco después y le preguntaron en un ultimátum: «Mi general, ¿usted está a favor o en contra del Führer?», pregunta a la que se negó a responder. Cuando Stauffenberg entró a la oficina, los oficiales intentaron detenerlo, pero él escapa de la habitación a través de las oficinas vecinas; cuando regresó al corredor, iniciaron los disparos y Stauffenberg resultó herido en el brazo izquierdo; sin embargo, se las arregló para refugiarse en su oficina. Poco después, el edificio fue rodeado por tropas que pusieron ametralladoras en batería para controlar el acceso, luego encerraron en la sala de guardia del portal a aquellos que resistían sus órdenes y finalmente evitaron  el paso de los conspiradores. Poco después de las 11:00 p. m., aparecieron otros oficiales opuestos al golpe de Estado, con armas en mano, en los pasillos y oficinas, preguntando «¿A favor o en contra del Führer?» a cualquiera con quien se encontraran; entretanto, una escolta armada se unió a Fromm y comenzaron a desarmar a los conspiradores.
En Praga y Viena, los ejecutores golpistas detuvieron el plan: «Luego expresaron su pesar a los que habían arrestado, les explicaron que todo esto era un malentendido, brindaron con ellos y los dejaron ir». En París la situación permaneció confusa hasta la mitad de la noche. Regresando poco después de la medianoche a su cuartel general en el hotel Majestic, Stülpnagel continuó la operación; luego fue al comedor del Estado Mayor donde los presentes celebraban el éxito de los arrestos y el fin previsible de la guerra; aquí donde escuchó la transmisión de radio de Hitler:

No sé cuántos atentados se han planeado y llevado a cabo contra mí. Si os hablo hoy, es principalmente por dos razones: para que escuchéis mi voz y descubráis que estoy ileso. [...] Una pequeña camarilla de oficiales ambiciosos, sin honor y al mismo tiempo de una estupidez criminal fomentó un complot con el objetivo de eliminarme y simultáneamente liquidar al Estado Mayor de la Wehrmacht. [...] Esta vez vamos a ajustar las cuentas como nosotros, los nacionalsocialistas, tenemos la costumbre de hacer.
Adolf Hitler, 21 de julio de 1944.

Stülpnagel posteriormente se enteró de que mil soldados de la Kriegsmarine estaban listos para intervenir y que las tropas de la Luftwaffe estaban en alerta máxima; también recibió una llamada de Stauffenberg en la que le dijo que todo estaba perdido: ante la acumulación de malas noticias, liberó a los prisioneros, pero trató de limitar las consecuencias de su acción. Soltó al Genltn. Hans von Boineburg-Lengsfeld, Oberg y Knochen en una suite en el hotel Continental y los invitó a una reunión en el hotel Raphael. La junta, en la que también estuvo el embajador Otto Abetz y a la que pronto se unió el Gen.d.Inf. Günther Blumentritt, comenzó en un ambiente tenso. A medida que servían el champán, los participantes llegaron a un compromiso, que ninguno de ellos creía realmente, según el cual todo fue un malentendido. Para Blumentritt, al final de la reunión, los participantes «casi recordaban una mesa de juerguistas ya un poco borrachos».

## Represión

### Ejecuciones ordenadas por Fromm

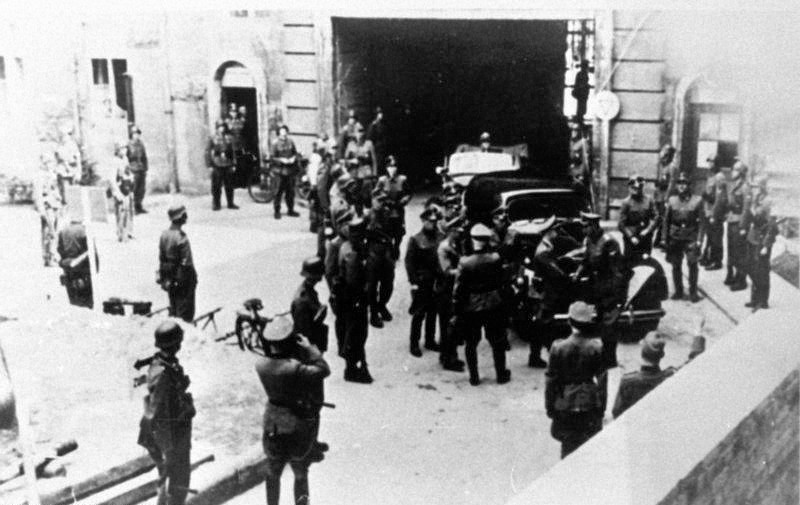
Desarme de soldados y Waffen-SS en el Bendlerblock.

Fromm se hizo cargo de la situación en el Bendlerblock poco antes de la medianoche. Seguido por una escolta armada, entró en la oficina donde los principales conspiradores permanecían en el edificio: Olbricht, Stauffenberg, Haeften, Quirnheim, Beck y Hoepner. Inmediatamente los arrestó y les exigió, pistola en mano, que entregaran sus armas. No obstante, accedió a la solicitud de Beck de mantener su pistola «para uso privado», respondiéndole violentamente: «¡Pero, por favor, hazlo, solo hazlo ahora!». Beck intentó suicidarse por orden de Fromm, quien le dijo que cargara con las consecuencias de sus acciones, pero solo se autolesionó, por lo que Fromm llamó a un sargento para darle el «tiro de gracia». Fromm quería eliminar lo más rápido posible a aquellos que podían testificar directamente contra él, debido a su actitud pasiva y ambigua, lo que concernía a todos los conspiradores arrestados, con la excepción de Hoepner. Constituyó una corte marcial improvisada y anunció a los conspiradores arrestados que fueron condenados a muerte; inmediatamente, los conspiradores fueron llevados al patio del edificio e iluminados por la luz cegadora por los faros de los vehículos militares estacionados. Fueron ejecutados uno por uno, frente a un pequeño cúmulo de arena, por un pelotón de fusilamiento comandado por un teniente y compuesto por diez suboficiales: Olbricht fue el primero en recibir el disparo, seguido por Haeften —quien se interpuso ante la salva dirigida a Stauffenberg, en un último gesto de lealtad y desafío—, luego Stauffenberg y, al final, Quirnheim. Los cuerpos de las víctimas fueron enterrados la misma noche en el cementerio de la iglesia protestante de san Matías en Schöneberg; al día siguiente, por orden de Himmler, los cuerpos fueron exhumados, incinerados y sus cenizas esparcidas en los campos.
«Contento consigo mismo, consciente, después de un día largo y confuso, de haber podido “apostar por el color correcto”», Fromm se dirigió a Goebbels para comunicarle su actuación, pero fue detenido inmediatamente a su llegada. Para Goebbels, Fromm «era plenamente cómplice del caso [...] y condenó a muerte a sus cómplices y los hizo fusilar como testigos incómodos». Si bien hubo temores de nuevas ejecuciones sumarias de conspiradores arrestados en el Bendlerblock, estas fueron prohibidas por el Ostubaf. Otto Skorzeny, enviado por Schellenberg, quien llegó a la escena con una unidad de las SS, acompañado por Kaltenbrunner y Remer.

### Investigación

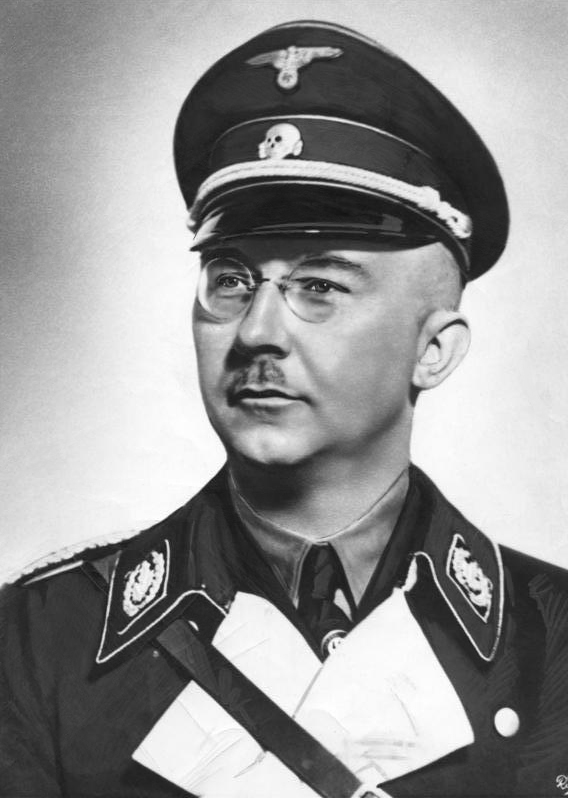
Heinrich Himmler en 1938.

Himmler, nombrado comandante de las tropas de reserva —previa destitución de Fromm— la noche del 20 de julio y equipado con plenos poderes para reprimir la revuelta, llegó a Berlín por la tarde. Inmediatamente ordenó a la Gestapo, bajo el liderazgo de Kaltenbrunner, que iniciara una investigación a gran escala, realizada a partir del 23 de julio por una comisión especial encabezada por el Ostubaf. Georg Kiessel, bajo las órdenes directas de Müller, y que contó con aproximadamente cuatrocientos miembros. La primera y extensa redada irrumpió la noche del 21 al 22 de julio, en la que Stieff y Fellgiebel fueron arrestados. A medida que avanzaban las pesquisas, el círculo de sospechosos crecía día a día. En las horas y días que siguieron, entre otros, fueron detenidos Witzleben, Popitz, Oster, Schacht, Josef Wirmer y Kleist-Schmenzin. Los investigadores revelaron en el curso de sus pesquisas que «el acto de Stauffenberg ocultaba un vasto movimiento que se extendía mucho más allá del ejército, reunía a fuerzas de izquierda y derecha cuyas ramificaciones se infiltraban hasta en ambientes supuestamente leales al partido». Estos resultados rápidamente anularon la sospecha inicial de Hitler, que redujo el complot a la conducta de un puñado de oficiales reaccionarios.
La mayoría de los conspiradores no trató de escapar ni resistirse al arresto, incluso algunos se entregaron la Gestapo; además de la voluntad de proteger a su familia, respondían a un rigor moral que marcó todo el curso de la conspiración y el sentido común: «¡No huyan, afróntenlo!». Algunos conspiradores también pensaron que podían aprovechar los juicios como plataforma para una gran denuncia contra el régimen. La investigación vio un progreso significativo con el arresto el 12 de agosto y los interrogatorios de Goerdeler, fugitivo desde el 18 de julio. Fiel a sus convicciones no violentas, Goerdeler condenó el atentado, pero, deseando resaltar el alcance del complot dentro de la sociedad alemana, reveló el lugar que había ocupado en el círculo de los opositores al régimen y la profundidad de los vínculos que la conspiración había forjado con el mundo civil; proporcionó a sus interrogadores los nombres de líderes empresariales, sindicales y religiosos, así como sus motivos, convenciones y objetivos; «nada lo eximía, creyó que era su deber intentar por última vez abrir los ojos a un Hitler cegado que estaba llevando al país al abismo y, tal vez, para entablar un diálogo con él de todos modos». «[Sin embargo,] había evidencia de que impidió que muchos amigos y conspiradores cayeran en las garras de la Gestapo y probablemente siguió una técnica diseñada para engañar a los investigadores hablando sin parar, acumulando hechos y detalles».
Durante las siguientes semanas, La Gestapo arrestó a aproximadamente seiscientos sospechosos. Una segunda ola de arrestos a mediados de agosto rozó la cifra de 1500 presuntos opositores del régimen, provenientes de partidos y sindicatos en la República de Weimar. Evans (2009) presentó un total de cinco mil arrestos conocidos de opositores al régimen, que dista de los setecientos detenidos según las estimaciones de Hoffmann (1970). En los interrogatorios, algunos sometidos a torturas particularmente brutales, la mayoría de los sospechosos no dieron ningún nombre o lista a la Gestapo. Por orden directa del primer ministro británico Winston Churchill, las radios angloparlantes emitieron listas de nombres de personas involucradas en el golpe, así como, para agravar la confusión, nombres de oficiales que no tenían nada que ver con la trama; tales que fueron explotadas y utilizadas por los investigadores e incluso durante los juicios ante el Tribunal del Pueblo (Volksgerichtshof).
Aunque Kaltenbrunner declaró el 15 de septiembre que la investigación había llegado a su fin, la RSHA descubrió ocho días después, por casualidad, documentos ocultos desde 1942 por Hans von Dohnanyi, en los que cuestionaban fundamentalmente la imagen que hasta ese momento se había hecho de la Resistencia: revelaban minuciosamente los intentos de golpe de Estado desarrollados a fines de la década de 1930 y contenían notas sobre el escándalo Blomberg-Fritsch, así como algunas páginas del diario de Canaris. El descubrimiento de estos documentos condujo al arresto de Halder, mantenido en secreto. Hitler exigió que estos papeles no fuesen mencionados durante los juicios ante el Tribunal del Pueblo y que los elementos que revelaban fuesen disociados de otras investigaciones.
El 4 de abril de 1945, los diarios de Canaris fueron descubiertos por casualidad en Zossen y llevados por Kaltenbrunner a Hitler, lo que le provocó una ira desmesurada: «Al leerlos, Hitler se convenció repentinamente de que su gran obra, amenazada por todos los frentes, había estado rodeada desde el principio por intrigas, celos, ilusiones y traiciones».

### Suicidios y condenas a muerte

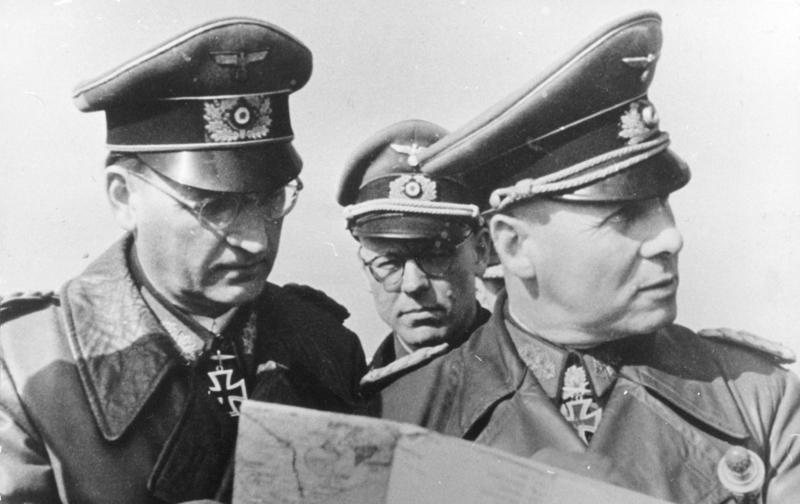
Erwin Rommel (a la derecha), aquí junto con Hans Speidel durante una inspección de la Muralla del Atlántico, se vio obligado a suicidarse para eludir la humillación pública.

En la mañana del 21 de julio, Tresckow se dirigió a las líneas enemigas y se suicidó al detonar una granada. En la misma fecha, el Maj. Hans-Ulrich von Oertzen se suicidó en su casa al explotar con dos granadas, poco antes de ser arrestado por la Gestapo. También Stülpnagel, llamado a Berlín, intentó quitarse la vida con su arma de servicio, pero, en lugar de suicidarse, se cegó a sí mismo. Convocado a Berlín, donde sabe que su detención era inevitable, Kluge terminó su vida el 18 de agosto, en el camino que lo llevaba a la capital al tragar una cápsula de veneno. Wagner y el Genltn. Bernd Freytag von Loringhoven también eligieron suicidarse acompañando a los otros conspiradores civiles y militares. «Pero estas muertes hicieron extender más el círculo de sospechosos a sus colaboradores, amigos y familiares». Pocos meses después, el 14 de octubre, Rommel se vio forzado a suicidarse para evitar un juicio y la humillación pública y para proteger a su familia de las represalias. Ante esta muerte, Hitler declaró:

Esta vez seré expedito. Estos delincuentes no [...] deben recibir la bala de honor, ¡se deben colgar de su lazo como traidores miserables! Que un tribunal de honor los saque de la Wehrmacht. Entonces podemos condenarlos como civiles... Y el veredicto debe ser ejecutado en dos horas. ¡Tendrán que ser ahorcados inmediatamente, sin piedad! Y lo importante es que no se les dé tiempo para hacer grandes discursos. Pero Freisler se las arreglará. Él es nuestro Vyshinski.
Adolf Hitler, julio de 1944.

Conforme a la orden de Hitler, el 4 de agosto, un jurado de honor presidido por el Gen.Feldm. Gerd von Rundstedt y como asesores Keitel y el Gen.Oberst Heinz Guderian, expulsó de la Wehrmacht a un primer grupo de veintidós oficiales, sin audiencias ni revisión de la evidencia; basaron su decisión en una breve declaración de Kaltenbrunner y las actas de los interrogatorios. Los Gen.d.Inf. Walter Schroth y Karl Kriebel fueron parte de este jurado de honor; el Gen.d.Inf. Wilhelm Burgdorf y el Genltn. Ernst Maisel asistieron a las deliberaciones como observadores de Hitler. En total, más de cincuenta oficiales fueron expulsados de la Wehrmacht durante los meses de agosto y septiembre.

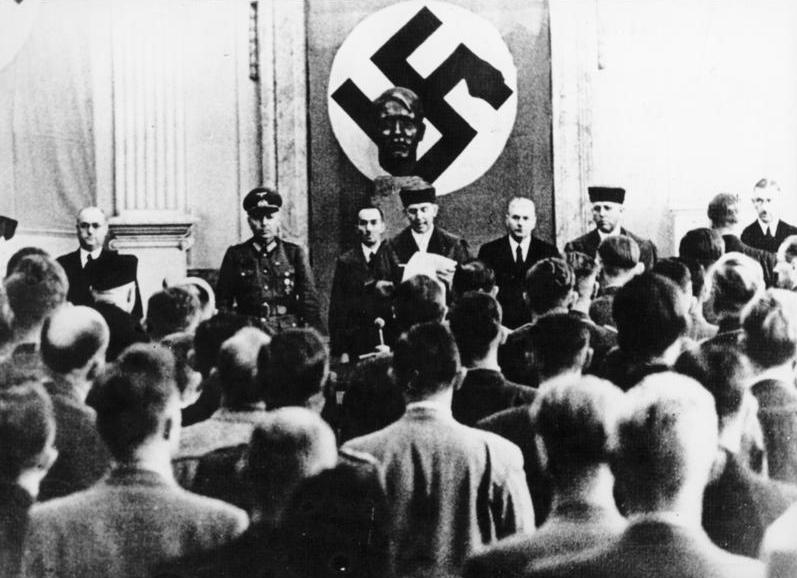
Roland Freisler (al centro) pronunciando sentencia condenatoria en el Tribunal del Pueblo.

Revertidos a la condición civil, los soldados que formaron parte del complot fueron llevados ante el Tribunal del Pueblo, presidido por Freisler. Este último estaba a favor de una concepción particular de la ley, llamada derecho penal de opinión, según la cual «un acusado político no debe ser castigado según el alcance y la gravedad de su acto, sino en la opinión que él reflejaba». El primer juicio, filmado, comenzó el 7 de agosto en el gran salón de la Corte de Apelaciones de Berlín y ante una audiencia cuidadosamente seleccionada: los acusados eran Witzleben, Hoepner, Stieff, Hase, Ostltn. Robert Bernardis, Klausing, Peter Yorck von Wartenburg y Albrecht von Hagen. Los acusadores hicieron lo posible para humillar y desestabilizar a los acusados: fueron obligados a presentarse sin cuello de camisa, Hoepner vistió solo con un chaleco de punto; también fueron privados de sus cinturones y tirantes, lo que los forzaba a aferrarse a sus pantalones mientras Freisler se burlaba de ellos y los maldecía cruelmente. Los acusados fueron separados lejos de sus abogados, quienes, con algunas excepciones, se ponían del lado de la acusación. El abogado de Witzleben declaró: «El crimen del acusado está probado; el culpable que lo cometió debe morir». Tan pronto como intentaron presentar sus argumentos y justificar su acción, los acusados eran violentamente interrumpidos por Freisler, quien, gritando, los cubría con insultos.

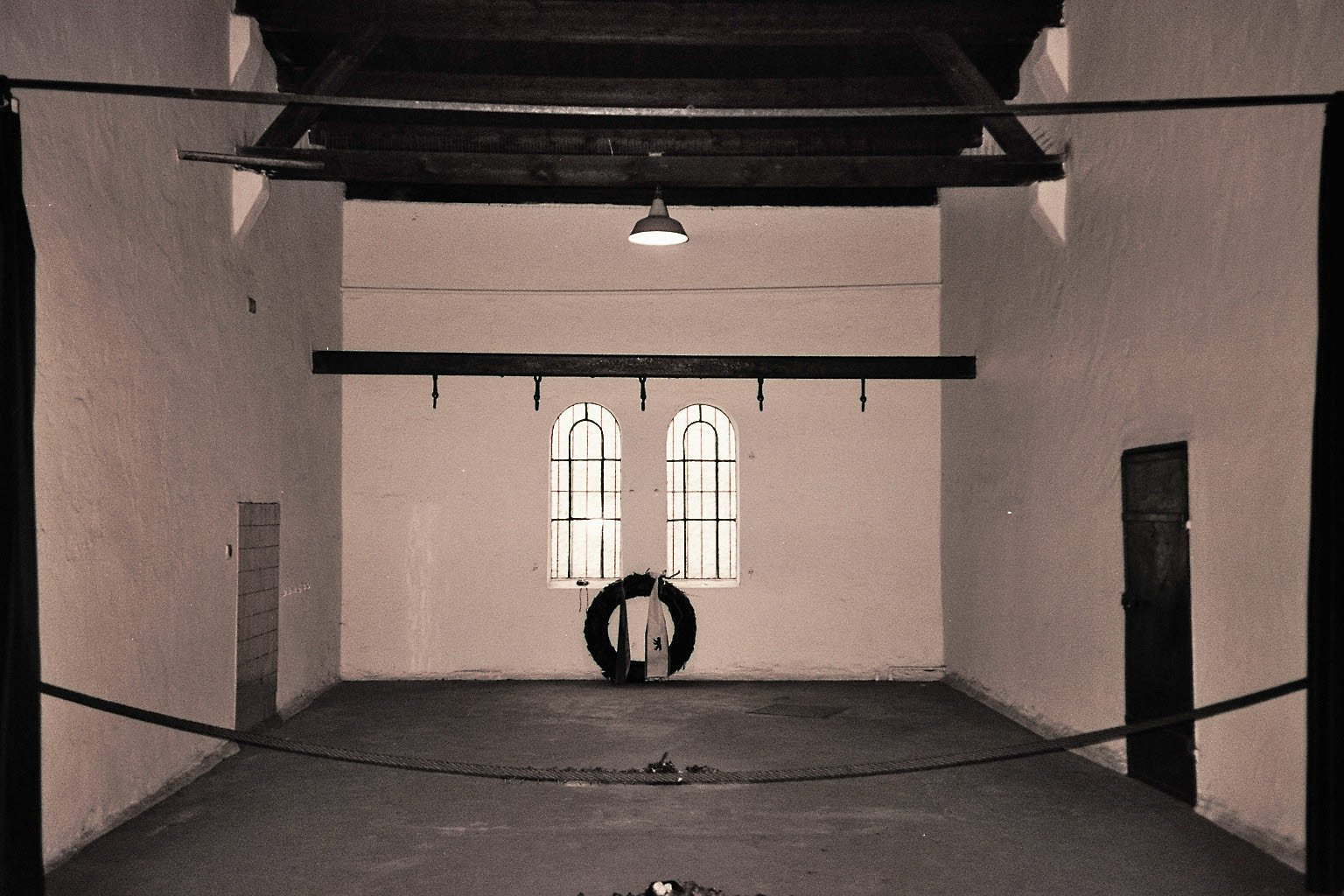
Sala de ejecución de los conspiradores en la prisión de Plötzensee de Berlín.

Todos los acusados fueron condenados a muerte el 8 de agosto y ejecutados el mismo día en la horca, castigo deshonroso exigido por Hitler, en un edificio anexo en la prisión de Plötzensee. Vestidos con uniforme de prisionero y desnudos hasta las caderas, fueron colgados por turnos con colgaderos simples, con cuerdas particularmente finas, de modo que murieran por estrangulamiento lento, y, para humillarlos durante su agonía, los verdugos les bajaron sus pantalones. La ejecución fue filmada y fotografiada a petición expresa de Hitler, quien proyectó la película del juicio y los ahorcamientos la noche del 8 de agosto en la Guarida del Lobo y guardó fotografías de los colgados en su mesa de cartas.
El 10 de agosto se celebró un segundo juicio en el que estuvieron presente Fellgiebel, Berthold von Stauffenberg, el KKpt. Alfred Kranzfelder y especialmente el oficial de reserva Fritz-Dietlof von der Schulenburg, quien incomodó a Freisler con su seriedad y escarnio. Al no ser impresionado por Freisler, Fellgiebel le aconsejó «que se apresure a colgarlos o que se arriesgue a ser ahorcado antes de los condenados». Al final del juicio anterior, los acusados fueron condenados a muerte. Goerdeler fue llevado ante el Tribunal del Pueblo el 8 de septiembre, junto con Hassell, Wirmer, Paul Lejeune-Jung y Leuschner. Como en audiencias anteriores, un Freisler «enfurecido y gesticulando» continuó atacando a los acusados. Todos los acusasos fueron sentenciados a muerte, pero la ejecución de Goerdeler se pospuso, presumiblemente para extraerle otra información: finalmente es colgado el 2 de febrero de 1945 al mediodía.
El 15 de agosto de 1944, Helldorf, Hans Bernd von Haeften y Trott estaban entre los condenados a muerte. Se celebraron juicios los días 21, 28 de agosto y 20 de octubre, en los que Schwanenfeld, Stülpnagel, Hofacker, Adolf Reichwein fueron sentenciados a la horca. El 9 y 10 de enero de 1945, comenzó el juicio del círculo de Kreisau, del cual Moltke era la figura central; sentenciado a muerte el 12 de enero, fue ejecutado con otros nueve prisioneros el 23 de enero. Fromm fue juzgado y sentenciado a muerte en febrero de 1945; fue fusilado en la prisión de Brandeburgo el 12 de marzo. Los procesos continuaron hasta febrero de ese año y se estima un total de doscientas personas ejecutadas o asesinadas. Entre los acusados que no fueron condenados a muerte, algunos liberados durante la batalla de Berlín y otros ejecutados por las SS, muchos de ellos el 23 de abril. El curso de los juicios despertó la indignación de los oficiales que asistieron, como el Oblt. Helmut Schmidt, quien compartía con otros espectadores un sentimiento de irritación y repugnancia.
Los implicados en el descubrimiento de los documentos de Dohnányi y Canaris no fueron llevados ante el Tribunal del Pueblo, sino juzgados por tribunales marciales de las SS, que no tenían siquiera la competencia formal necesaria para pronunciar sentencias. En el campo de concentración de Oranienbourg-Sachsenhausen, el 6 de abril, Dohnanyi fue transportado ante sus jueces en una camilla, medio inconsciente: fue sentenciado a muerte y ejecutado por estrangulamiento. Dos días después, en el campo de concentración de Flossenbürg, era el turno de Canaris, Oster, Bonhoeffer y otros acusados de ser sometidos ante una corte marcial, sentenciados a muerte y ejecutados al día siguiente en la horca; sus cadáveres son incinerados en una hoguera.
Dos semanas después del atentado, en un discurso ante los Gauleiter en Posen (Poznań), Himmler declaró que «cualquier persona involucrada en un crimen tan atroz contra Alemania ineludiblemente tenía sangre sucia» y que castigar a las familias de los conspiradores «era una vieja tradición germánica», implementando así con rigor y vigor la Sippenhaft («responsabilidad familiar»). La esposa y la madre de Stauffenberg fueron deportadas al campo de concentración de Ravensbrück y sus hijos fueron enviados en un orfanato bajo una identidad falsa; trasladados a Franconia antes del fin de la guerra, fueron liberados el 12 de abril de 1945 por tropas aliadas. También fueron internadas las familias de Goerdeler, Oster, Tresckow, Kleist-Schmenzin, Popitz y muchos otros.
Algunos conspiradores no fueron identificados y, por tanto, escaparon de la muerte, como Boeselager, quien se entregó a las tropas británicas, o Gersdorff. En cuanto a Schlabrendorff, su juicio fue interrumpido por el bombardeo aéreo del 3 de febrero de 1945, en el que Freisler, portando en mano el expediente de Schlabrendorff, falleció al precipitarse una columna sobre él; su sucesor Harry Haffner absolvió al acusado por falta de pruebas.

## Reacciones y consecuencias
El ataque fallido de Stauffenberg marcó una ruptura en la historia del Tercer Reich. El fracaso del complot dio lugar a terribles represalias contra todos los involucrados, así como una fuerte radicalización del régimen en términos de represión y movilización. El impacto de este atentado fallido fue grande en las estructuras gubernamentales del régimen, en la mentalidad de la élite civil y militar (en cierta medida también en el público en general), pero también en las posibilidades restantes de cambio de régimen y el fin de la guerra.
Ian Kershaw, The end: Hitler's Germany 1944–45.

Hitler puso especial atención a la forma en que el atentado y el complot se presentaron a la población; el Ogruf. Martin Bormann ordenó a los Gauleiter que mostraran el golpe como la acción de unos cuantos aislados, sin iniciar, bajo ninguna circunstancia, un proceso contra el conjunto del cuerpo de oficiales. Hitler insistió a Goebbels en que «ninguna caza de brujas [sea lanzada] contra la casta de oficiales en sí, ni contra los generales, ni contra el ejército ni contra la aristocracia».

### Reacciones de la población

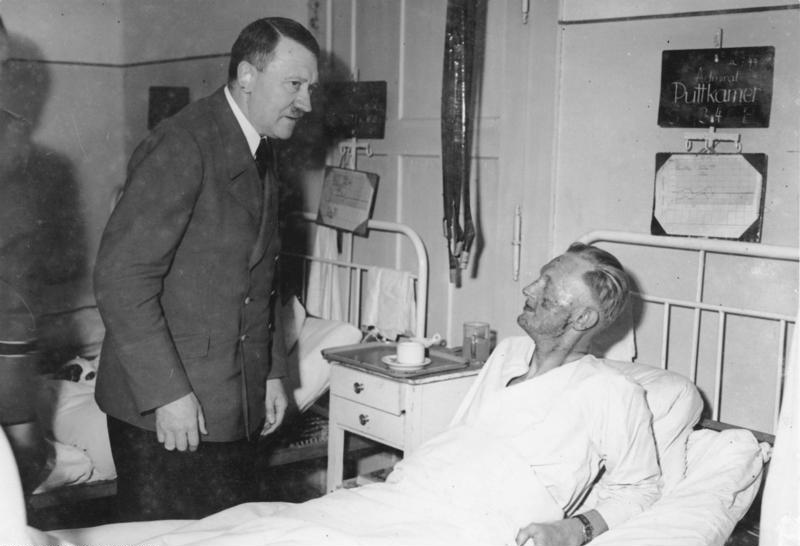
Hitler visitando a Karl-Jesko von Puttkamer en el hospital.

El historiador británico Basil Liddell Hart describió la gran confusión, dentro de la población, que siguió inmediatamente al atentado. «Por el momento, la población, que no sabía nada de los motivos de los rebeldes, solo ve al putsch como un ajuste de cuentas en la cima del poder. El hombre de a pie no tenía idea de la disensión entre el Führer y algunos de sus líderes militares; para él, los nazis y los generales era un todo». Las reacciones, conocidas por informes policiales, cartas y diarios alemanes, fueron mixtas: lealtad de funcionarios y miembros del NSDAP, reserva de soldados del frente, decepción de muchas mujeres por el fracaso del atentado para el que la muerte de Hitler habría significado el fin de la guerra, reacciones teñidas de alivio y luego de desinterés, en vista de las preocupantes noticias del Frente Oriental.
Ian Kershaw reiteró el sentimiento ampliamente difundido entre la población de que «Hitler era el último baluarte contra el bolchevismo y que su muerte habría significado el fin del Reich». El domingo siguiente al atentado, muchos sacerdotes y pastores equipararon a Hitler con el enviado de la divina providencia en sus sermones. Para el mismo autor y François Roux, el atentado contra Hitler generalmente fue ampliamente condenado por los soldados del Frente Oriental, que vieron el evento como una traición. Según la censura militar, que incautó 45 000 cartas de soldados ordinarios del frente de Normandía en agosto de 1944, muchos se regocijaron por la sobrevivencia del Führer y el sentimiento pro-Hitler era sin duda auténtico.
En el territorio alemán, los agentes de la SD subrayaron el alivio general de la población ante la noticia de la sobrevivencia de Hitler y la determinación del pueblo alemán de continuar luchando. «¿Cómo pueden saberlo? Conociendo su horrible final, quién se atrevería a mostrar su compasión por los ahorcados del Plötzensee». «Un primer informe sobre el estado de opinión, enviado por Ernst Kaltenbrunner a Martin Bormann el 21 de julio, reporta reacciones uniformes en Alemania, a saber, una profunda consternación, conmoción, indignación y furia profunda. En los distritos o sectores de la población hostiles al nazismo, los sentimientos son similares: “El intento de asesinato no inspiró ni una palabra de simpatía”». Sin embargo, las voces discordantes se escuchaban de forma individual y generalmente con la máxima discreción, por temor a la ola de represión que había caído sobre Alemania y al silencio de una gran parte de la población era elocuente. En cuanto a la Iglesias católica y evangélica alemanas, condenaron el ataque y mantuvieron esta postura incluso después de la guerra.

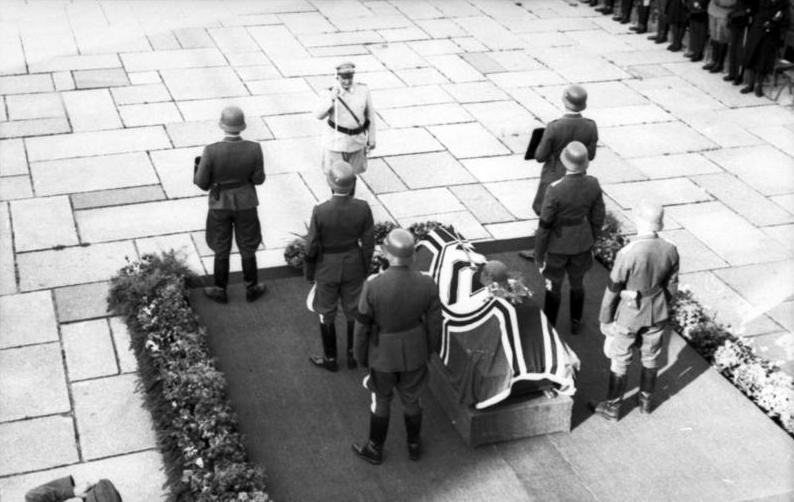
Hermann Göring oficiando la ceremonia fúnebre de Günther Korten el 3 de agosto.

Dado el éxito de las reuniones públicas organizadas por Goebbels, un informe calificó esta afluencia como «un plebiscito implícito, una demostración de apoyo a Hitler y su régimen», lo que llevó a Goebbels a concluir que «el golpe fallido había purificado la atmósfera y hecho al régimen más bien que daño». En toda el país los Gauleiter organizaron «mítines de lealtad», a los que asistieron cientos de miles de alemanes, tanto civiles como militares; algunos informes de la SD matizaron que si el mecanismo de autointoxicación jugaba al máximo, la convicción por la conspiración aparentará unanimidad. El corresponsal de la SD en Stuttgart señaló en su relato que «la mayoría de los camaradas del pueblo, incluso aquellos cuya confianza era inquebrantable, han perdido toda fe en el Führer».
Para Goebbels, el atentado despertó un gran optimismo en la prensa británica y estadounidense: «Actúan como si la guerra terminara mañana. Qué cruel despertar será en el campo opuesto cuando la verdad salga a la luz y resulte que la crisis general ha llevado a una mayor resistencia de Alemania en lugar de su debilitamiento. [...] Por otro lado, se oyen innumerables voces favorables procedentes de los países neutrales y, en primer lugar, de nuestros aliados en el extranjero [...] porque todo mundo entiende que, si el Führer hubiera desaparecido repentinamente de la escena, la transición de Europa al bolchevismo habría sido solo cuestión de tiempo».

### Reacciones de la Wehrmacht
Respecto a la actitud de la mayoría de los generales alemanes en las semanas previas y en los días que siguieron, Liddell Hart apuntó que «el pueblo alemán desconocía completamente la situación y no entendería una iniciativa similar proveniente del generalato, que las tropas en el oriente reprocharían a las de occidente por abandonarlos y que los generales temían pasar como traidores ante su país a la luz de la historia».

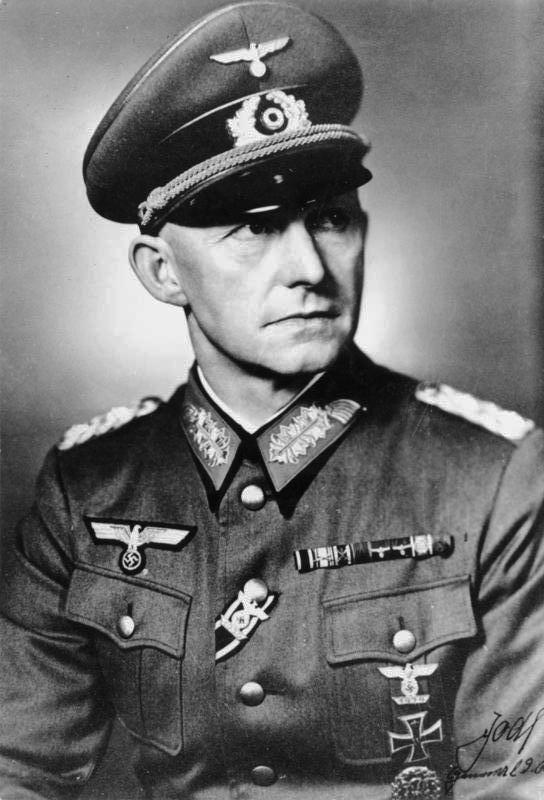
Alfred Jodl en 1940.

«Reiterando su juramento de lealtad a Hitler, los líderes militares se apresuraron a emitir declaraciones denunciando la cobardía y la traición de los conspiradores». Confirmando concretamente su lealtad absoluta al Führer, Rundstedt, Guderian y Keitel acordaron ser parte del «jurado de honor» que expulsó a muchos conspiradores de las filas de la Wehrmacht. El 24 de julio, el Gen.Oberst Alfred Jodl pronunció un discurso particularmente agresivo contra los conspiradores, afirmando que «el 20 de julio fue el día más oscuro que la historia alemana ha conocido [...] en comparación con lo que acaba de suceder, el 9 de noviembre de 1918, fecha de la abdicación del emperador Guillermo II, fue casi un día de honor»; «el tiempo no es para misericordia y el tiempo para los tibios partidarios ha terminado. ¡Odio a todos los que resisten! Esto es lo que personalmente siento», agregó. El mismo día, el saludo militar fue reemplazado por el saludo hitleriano en el Heer.
El Gen.Oberst Georg-Hans Reinhardt, asignado al Frente Oriental y futuro comandante del Grupo de Ejércitos Centro, y el Gen.d.PzTr. Hermann Balck, que conocía y admiraba a Stauffenberg, condenaron enérgicamente el complot y a sus participantes y confirmaron su lealtad absoluta al Führer. Incluso quince días después de la capitulación de la Wehrmacht, el Gen.d.Inf. Friedrich Hoßbach veía el complot del 20 de julio como «inmoral y anticristiano», una «puñalada en la espalda» y «la traición más despreciable contra nuestro ejército».
El ejército estaba bajo control de nuevo, depurado de algunos de sus oficiales. Esta reanudación del control se manifestó rápidamente, también por medidas simbólicas: el 26 de julio, Göring firmó una directiva que impuso el saludo nazi en la Wehrmacht: el texto especificaba que este saludo debía materializar la «lealtad inquebrantable al Führer» que los soldados debía mostrar. El 29 de julio, Guderian publicó una orden del día anunciando que en adelante el primer criterio de evaluación sería el compromiso nacionalsocialista de los oficiales; precisó que «cada oficial del Estado Mayor debía ser un oficial de entrenamiento nazi [y] que por su sentido de iniciativa y su habilidad para iluminar a los camaradas más jóvenes sobre las intenciones del Führer, cada uno tenía que demostrar y probar, tanto táctica como estratégicamente, que pertenece a la selección de los mejores».
Además de estar al mando de la Wehrmacht, el NSDAP trata de infiltrarse en las unidades creando comisiones políticas en ellas; aunque este proyecto no se materializó, según Roux, Kershaw estimó que «a fines de 1944 “más de mil” oficiales de entrenamiento “a tiempo completo” y no menos de 47 000 a tiempo parcial, en su mayoría miembros del NSDAP, trabajaba en la Wehrmacht. Su misión era “educar” a los soldados para inculcarles “una voluntad ilimitada de destruir y odiar”». En cualquier caso, se dio la orden de promover solo a los oficiales leales de Hitler: Burgdorf fue el responsable de reemplazar a los cuadros de la «vieja escuela» por «oficiales del pueblo con la cabeza de un obrero», asignaciones y promociones decididas por Himmler, su oficial de enlace Gruf. Hermann Fegelein, Bormann y Burgdorf, sin pasar por la cadena jerárquica. La concentración de poder en manos de los seguidores de Hitler y sus familiares, no siempre competentes, debilita aún más la poca coherencia en el mando.

### Cambios institucionales

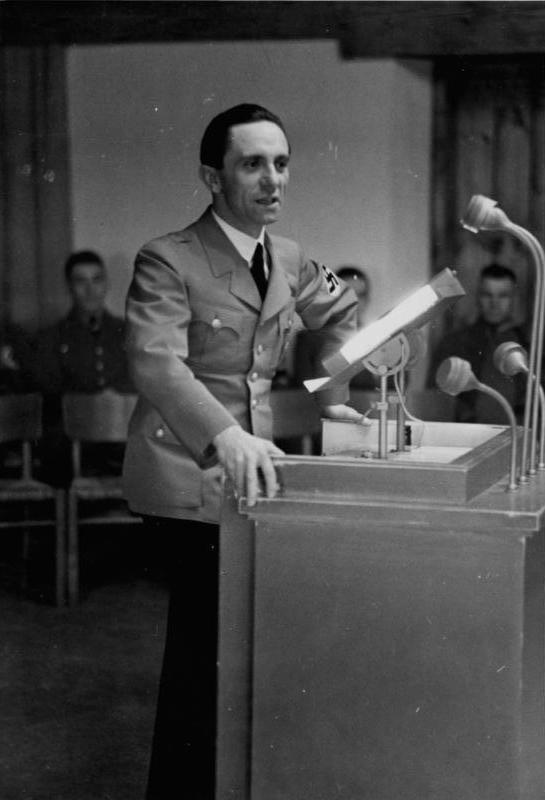
Joseph Goebbels en 1937.

El fracaso del atentado y el golpe de Estado fortaleció la posición, ya elevada, de tres hombres: «Himmler, con una gran delegación para reorganizar la Wehrmacht y que lideró todas las fuerzas de la represión, detentó el poder visible; Bormann obtuvo de su proximidad al Führer un poder oculto pero considerable; Goebbels fue el único que propuso una visión política». A este último Hitler le otorgó amplios poderes para la reforma del Estado y la vida pública.
Himmler, en primer lugar, fue nombrado comandante de las tropas de reserva: criadero de los conspiradores, su Estado Mayor es rápidamente poblado por fieles al Reichsführer-SS, mientras intentó infundir lealtad a los soldados que permanecieron dentro esa unidad. Pocos días después, el 2 de agosto, también recibió el poder de movilizar en las unidades activas los servicios administrativos de las organizaciones nazis, principalmente la Organización Todt (Organisation Todt) y el Frente Alemán del Trabajo (Deutsche Arbeitsfront). Goebbels, principal actor político del fracaso del levantamiento en Berlín, fue nombrado plenipotenciario para la guerra total el 22 de julio, en una reunión de ministros presidida por el Ogruf. Hans Lammers: un decreto del Führer del 25 de julio confirma el nombramiento y establece las competencias del nuevo plenipotenciario; recibió entonces el poder de movilizar, en el conjunto de los sectores de la vida civil, hombres cuya presencia no fuese esencial. Bormann, responsable de la cancillería del NSDAP, aprovechó la crisis de confianza que atravesaba el Tercer Reich para revivir al partido.
Estos tres individuos no fueron los únicos que se beneficiaron del fracaso del atentado: de hecho, los cambios de personal dentro del mando de la Wehrmacht ayudaron a destacar oficiales conocidos por su compromiso al servicio del poder nazi. Guderian, quien en persona ordenó al batallón blindado tomar el cuartel general de las SS en Berlín para dar marcha atrás al complot, fue nombrado jefe adjunto del Estado Mayor del Heer, responsable de la línea del Frente Oriental, desde el 21 de julio.
Si bien estos cambios institucionales beneficiaron a los cercanos a Hitler, otros fueron expulsados de algunas de sus posiciones; en un momento sospechoso, Albert Speer, acariciando la ilusión de tomar el control de todas las industrias de armamento, se decepcionó rápidamente en sus intenciones al ser parcialmente derrocado por su asistente Karl-Otto Saur.

### Reacciones internacionales

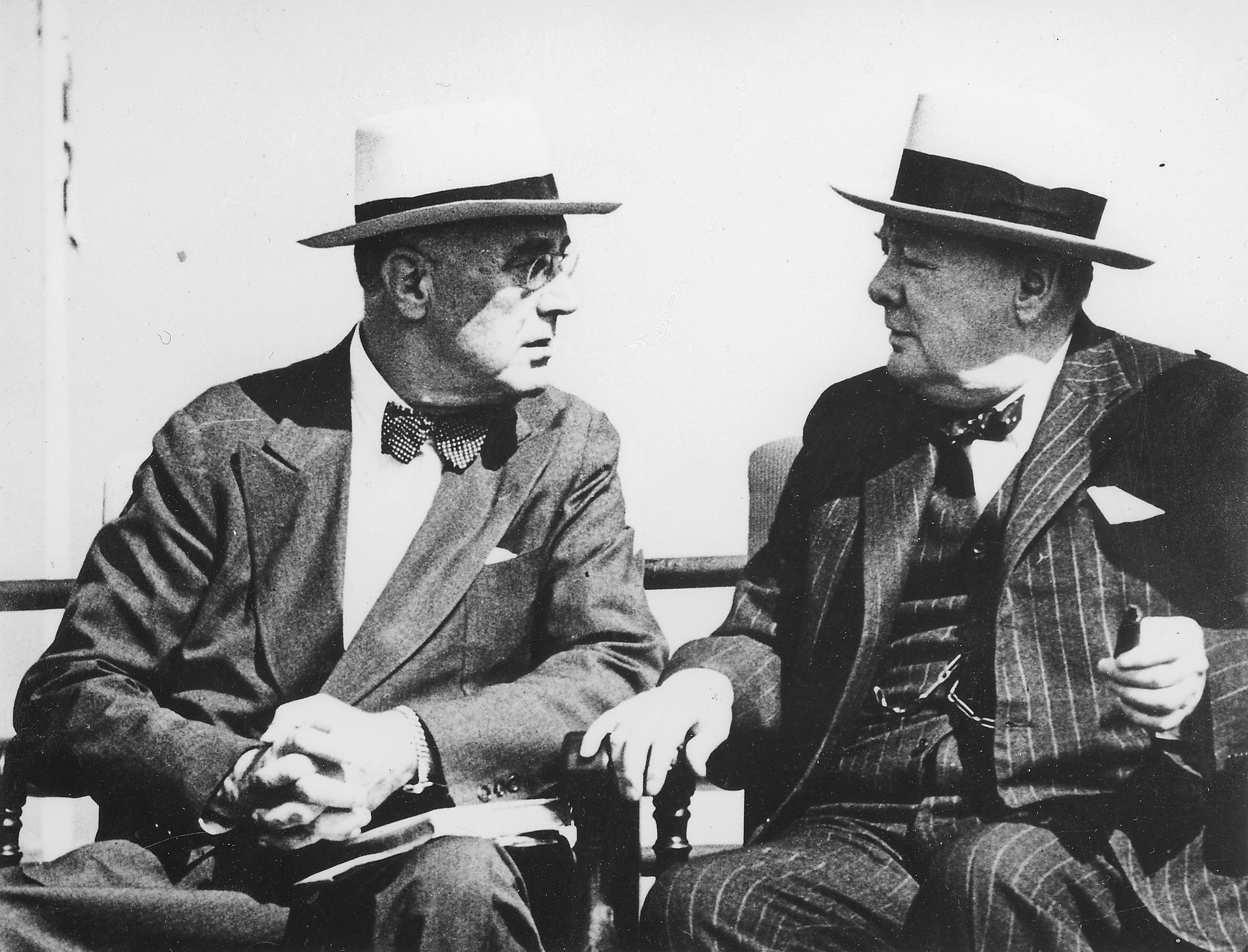
Franklin D. Roosevelt y Winston Churchill en septiembre de 1944, durante la segunda Conferencia de Quebec.

Fuera de Alemania, el atentado fue inicialmente infravalorado: el enemigo en ese momento era retratado como moralmente inferior y en desintegración. Churchill, previamente advertido de los planes de los conspiradores, declaró el 2 de agosto de 1944 en la Cámara de los Comunes que se trataba simplemente de «luchas de exterminio entre los dignatarios del Tercer Reich»: «Las personalidades más altas del Reich alemán se están matando unos a otros o tratan de hacerlo, mientras que los ejércitos vengadores de los Aliados se acercan al círculo condenado y cada vez más estrecho de su poder». Estados Unidos adoptó la interpretación propuesta por Churchill. El 9 de agosto, The New York Times estimó que el atentado evocaba un ajuste de cuentas «en la atmósfera oscura de un mundo de delincuentes» y que no corresponde al comportamiento «que normalmente se espera de un cuerpo de oficiales de un Estado civilizado». Ilyá Ehrenburg, periodista de Estrella Roja, la gaceta oficial de la Unión Soviética, escribió: «No son oficiales amotinados los que doblarán rodilla de la Alemania nazi, sino el Ejército Rojo y sus aliados. Nuestros ejércitos son más rápidos que la conciencia de los Fritz [peyorativo para designar a los alemanes]».
Según Marion von Dönhoff, periodista y editora del semanario Die Zeit, los esfuerzos de Goerdeler y Trott en buscar apoyo en el extranjero se estrellaron con un «muro de silencio», que ella interpretó como un delito de no asistencia. En ausencia de información más precisa, las potencias occidentales habrían estado de acuerdo con la interpretación de Hitler y habrían considerado al atentado como el acto de «oficiales ambiciosos».

## Posteridad

### Alemania en la posguerra
En la Alemania ocupada y dividida de la posguerra, la percepción del atentado era doble. Si en la zona occidental, en la República Federal de Alemania (RFA), los autores del complot fueron gradualmente, después del juicio a Remer en 1952, considerados como «héroes», la situación en la República Democrática Alemana (RDA) fue bastante diferente. Para muchos alemanes, de ambas zonas, seguía sintiéndose las acusaciones por la propaganda nazi de «traición» de los oficiales sublevados, porque el régimen temía que el complot alentaría una nueva «puñalada por la espalda» (Dolchstoßlegende). La Deutsche Rundschau de diciembre de 1946 publicó, bajo la dirección de Rudolf Pechel, una declaración atribuida a Churchill sobre la Resistencia alemana, que supuestamente dio en la Cámara de los Comunes:

In Deutschland lebte eine Opposition, die quantitativ durch ihre Opfer und eine entnervende internationale Politik immer schwächer wurde, aber zu dem Edelsten und Größten gehört, das in der politischen Geschichte aller Völker hervorgebracht wurde. Diese Männer kämpften ohne Hilfe von innen oder von außen, einzig getrieben von der Unruhe ihres Gewissens. Solange sie lebten, waren sie für uns unerkennbar, da sie sich tarnen mußten. Aber an den Toten ist der Widerstand sichtbar geworden. Diese Toten vermögen nicht alles zu rechtfertigen, was in Deutschland geschah. Aber ihre Taten und Opfer sind das unzerstörbare Fundament des neuen Aufbaus. Wir hoffen auf die Zeit, in der erst das heroische Kapitel der inneren deutschen Geschichte seine gerechte Würdigung findet.
La oposición alemana fue cuantitativamente cada vez más débil, pero se clasificó entre las más nobles y grandes de la historia política de los pueblos. Estos hombres lucharon sin ayuda, ya sea externa o internamente, movidos por el único trastorno de su conciencia. En su vida, permanecieron desconocidos para nosotros, porque tenían que esconderse. Sin embargo, esta resistencia hizo visible a sus muertos. Estas muertes no justifican todo lo que sucedió en Alemania, pero sus acciones y sus víctimas son el fundamento indestructible de la nueva reconstrucción. Esperamos y aguardamos que el tiempo que dará al heroico capítulo de la resistencia interna alemana su justa dignidad.

Esta información fue recogida en 1952 por la Agencia Federal de Educación Cívica (Bundeszentrale für politische Bildung) en una edición especial de la revista Das Parlament, por Hans Royce, así como por el historiador Walther Hofer en 1954 y en Geist der Freiheit de Eberhard Zeller. Sin embargo, esta atribución a Churchill y la veracidad del discurso en sí fue puesta en duda incluso por la misma Agencia Federal de Educación Cívica y por el historiador Peter Steinbach, quien en 1999 lo consideró «poco auténtico» (mit Sicherheit nicht authentisch).
En la zona de ocupación soviética y luego en la RDA, el régimen Partido Socialista Unificado de Alemania definió este evento a través de una matriz de análisis marxista-leninista: los autores de la trama del 20 de julio fueron en primer lugar «agentes reaccionarios del imperialismo estadounidense». Según el historiador alemán oriental Kurt Finker, «la conspiración en su totalidad y en su esencia era un esfuerzo radicalmente reaccionario para salvar el imperialismo alemán y el poder de los monopolios de su destrucción». En el sentido de la teoría de la historia marxista, fueron clasificados en la categoría de «idiotas útiles» (nützlichen Idioten), es decir, elementos originalmente de clase trabajadora, que, no obstante, habían apoyado inconscientemente a la victoria del Ejército Rojo en su lucha contra el fascismo. Durante décadas, el liderazgo del partido oficial ignoró o subestimó el complot porque se inspiró en círculos conservadores y aristocráticos que no correspondían con el ideal socialista promovido por la RDA, pero, en los años 1980, reflexionó sobre su tradición prusiana y juzgó positivamente a los participantes del 20 de julio. En la coproducción internacional Liberación (Befreiung), bajo las directrices de la Unión Soviética de 1969 a 1972, el asesinato ocupó un área bastante grande y fue presentado positivamente.

### Valoraciones historiográficas
Con el grupo heterogéneo y extenso de la Resistencia es difícil nombrar motivos que fueran igualmente importantes para todos los participantes. Las cuestiones éticas y religiosas generales o las de conciencia más personales, especialmente las experiencias de los crímenes cometidos al otro lado del Frente Oriental, no deben subestimarse como «motivantes», especialmente no en los primeros intentos fallidos de asesinato. Sin embargo, la historiografía alemana actual enfatiza en gran medida el llamado «interés nacional» (nationale Interesse) como un incentivo decisivo para la mayoría de los militares opositores. El «interés nacional», para los historiadores, resume la unidad de los conspiradores en la evaluación negativa del diletantismo de Hitler sobre cuestiones estratégicas de guerra y la situación militar desesperada en la mayoría de los frentes desde 1942. La inminente derrota debía, por tanto, evitarse por el interés nacional y, para ello, era necesario la eliminación de la persona de Hitler y se justificaba una alta traición.
De 1938 a 1940, el «interés nacional» en el cuerpo de oficiales era aparentemente decisivo. Esta suposición se apoya en particular por el hecho de que la oposición militar se había derrumbado hasta convertirse en un pequeño núcleo después de la campaña francesa en 1940, en parte debido a la victoria inesperadamente rápida y fácil sobre el «enemigo patrimonial», que había declarado la guerra a Alemania en 1939. En 1941, por otro lado, el Tercer Reich invadió la Unión Soviética aliada, pero no logró un éxito decisivo a pesar de las grandes ganancias en tierra y las ejecuciones masivas al otro lado de los frentes. Dado que una victoria contra la Unión Soviética se había vuelto improbable a largo plazo con la derrota en la batalla de Stalingrado a principios de 1943, se hizo más fácil atraer nuevos hombres a la resistencia.
Muchos de los conspiradores del 20 de julio habían tenido una creciente necesidad de resistir las políticas dictatoriales de Hitler y su partido durante los años de la guerra, especialmente contra los crímenes de las SS en el frente. Habían sido testigos de asesinatos en masa cada vez más sistemáticos de inocentes, que no podían conciliar con su conciencia y honor de oficiales. Algunos temían un daño a largo plazo a la reputación de Alemania y la imposición de culpa moral para las generaciones futuras. Con este razonamiento, Tresckow había intentado en vano persuadir a su superior para que hiciera una protesta oficial ante Hitler.
Otras interpretaciones ponen de relieve el colapso militar cada vez más cercano e inevitable del Tercer Reich como motivo del intento de golpe de Estado. Por ejemplo, los historiadores de tendencia marxista ven al golpe de Estado como un intento de algunos «oficiales de Hitler» de origen aristocrático para apoderarse de Alemania, para salvar a los nobles de perder sus tierras en el este y evitar que la casta de oficiales perdiera sus privilegios. Según ellos, la verdadera resistencia provino del Partido Comunista de Alemania y de la Orquesta Roja (Rote Kapelle). Otros historiadores, como Andreas Hillgruber, conceden mayor importancia al intento fallido de asesinato por Georg Elser el 8 de noviembre de 1939 y las acciones de panfleto de la Rosa Blanca (Weiße Rose) en la Universidad de Múnich el 18 de febrero de 1943, porque para ellos fueron de mayor importancia que la conspiración del 20 de julio de 1944, porque ambas tenían un carácter democrático. Por otro lado, indicaron que Stauffenberg era monárquico y, por tanto, no demócrata. Por su parte, Joachim Fest y otros han indicado que Stauffenberg era monárquico (no republicano), pero era todo un demócrata.

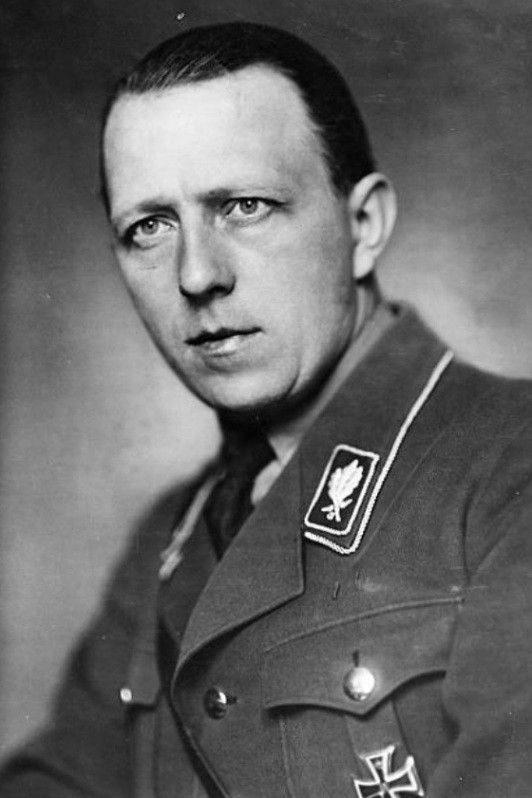
Wolf-Heinrich von Helldorff en 1941.

Cabe señalar que una serie de antisemitas radicales y criminales de guerra estuvieron involucrados en la conspiración del 20 de julio, como Eduard Wagner, quien también era responsable por la muerte de millones de prisioneros de guerra soviéticos y que se había unido a la resistencia por temor a la venganza del Ejército Rojo. Arthur Nebe, ejecutado en 1945, se le atribuyen numerosas masacres de judíos y otros civiles cuando fue comandante del Einsatzgruppe B y fue el principal responsable del genocidio de romaníes cuando era jefe de la Kripo en la RSHA. También en el círculo de conspiradores se encontraba el jefe de policía de Berlín, Wolf-Heinrich von Helldorff, quien cuando era un «viejo compañero del partido» (alter Parteigenosse) había sobresalido en ataques contra judíos antes de 1933.
En contraste, veinte personas comparecieron ante el Tribunal Popular para denunciar el delito de exterminio de los judíos (Holocausto) como la principal motivación para sus acciones. La mayoría de los historiadores creen que algunos de los conspiradores del 20 de julio, bajo la impresión de violencia brutal y criminal por parte de Hitler y su partido, se sometieron a un proceso de aprendizaje que, desde la aprobación inicial, condujo a un rechazo decisivo, incluso a costa de sus propias vidas. Ninguno de los acusados se dejó quebrantar mentalmente ante el Tribunal Popular de Freisler o intentó salvar su propia cabeza con excusas. En opinión de algunos oficiales, las resistencias del cuerpo de oficiales adquirió un significado histórico especial a través de la justificación ética de sus acciones, como Tresckow, por ejemplo, formuló a Schlabrendorff el 21 de julio de 1944:

Si Dios alguna vez prometió a Abraham que no destruiría a Sodoma, incluso si solo tuviera diez justos en él, espero que Dios no destruya Alemania por nuestro bien. [...] El valor moral de una persona comienza cuando está dispuesto a dar su vida por su convicción.

### Memoria histórica

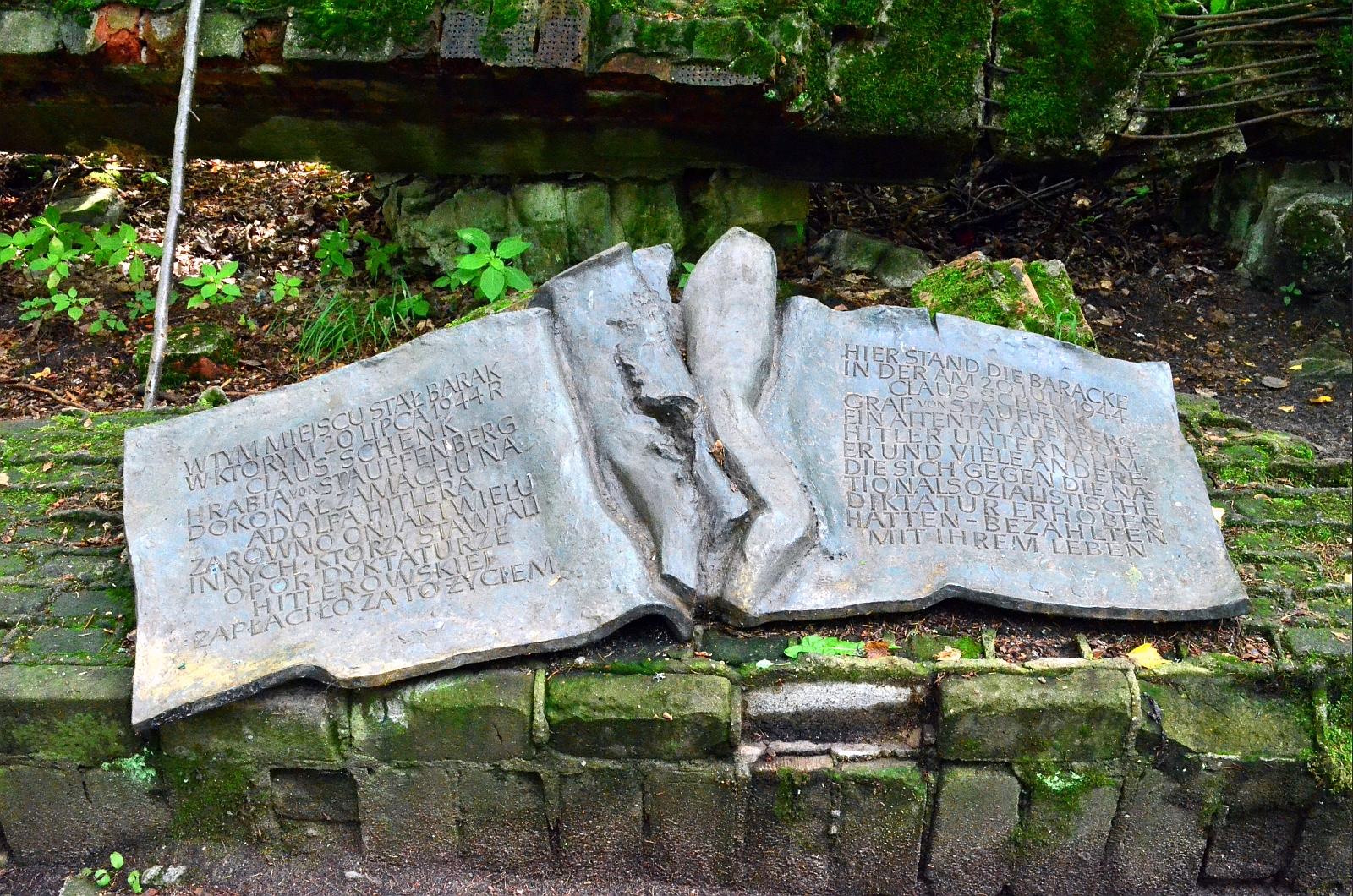
Placa en el sitio de la Guarida del Lobo (en Forst Görlitz) a los caídos del 20 de julio.

El atentado del 20 de julio de 1944, pese de su fracaso, tuvo consecuencias positivas durante el período de posguerra. Inspiró fuertemente el nuevo principio específico de «liderazgo interno» (Innere Führung) en la Bundeswehr, una filosofía vinculante que define los objetivos y el comportamiento de los ciudadanos en uniforme. Para los civiles, por otro lado, sigue habiendo un legado desagradable vinculado principalmente a las conmemoraciones múltiples.

##### Conmemoraciones
Después de 1946, los medios de comunicación tendieron principalmente a presentar el complot del 20 de julio de manera positiva, sobre todo después de la abolición en 1949 de la licencia obligatoria para los medios. Cualquier posición contraria a los conspiradores, particularmente después del juicio a Remer de 1952, era fuertemente criticada y equiparada con un ataque a «lo políticamente correcto». El evento histórico se invoca en discursos conmemorativos, primero para contrarrestar la tesis de la responsabilidad colectiva del pueblo alemán (Kollektivschuldthese) y luego para fundar una nueva identidad alemana basada en la tradición de la libertad. Por tanto, a la Resistencia alemana se le asigna una función catártica, como en el discurso de 1958 del político alemán oriental Carlo Schmid con una retórica de sacrificio: «Aquellos que murieron por el hacha, por la horca, por las cámaras de gas, empalados, actuaron por nosotros y para nosotros; los duros laureles que tienen, como una corona de espinas, impresas en sus frente, nos han liberado de la culpa que pesaba sobre nosotros». Después de 1953, muchos oradores compararon el complot del 20 de julio de 1944 con la revuelta del 17 de junio de 1953, viéndolo como la misma señal de búsqueda de la libertad de una población alemana enfrentada a una dictadura. Desde 1963, los edificios públicos alemanes son adornados con amapolas cada 20 de julio.
En la RFA, la primera conmemoración oficial del atentado tuvo lugar con motivo de su décimo aniversario, el 20 de julio de 1954. El presidente Theodor Heuss, en su discurso, justificó el complot y afirmó que la Resistencia alemana contra el nazismo no fue una traición y que la insubordinación de Stauffenberg fue incluso honorable: «Hay negativas a obedecer órdenes que han sido glorificadas por la historia»; las palabras de Heuss marcaron un punto de inflexión en la percepción pública de la Resistencia.

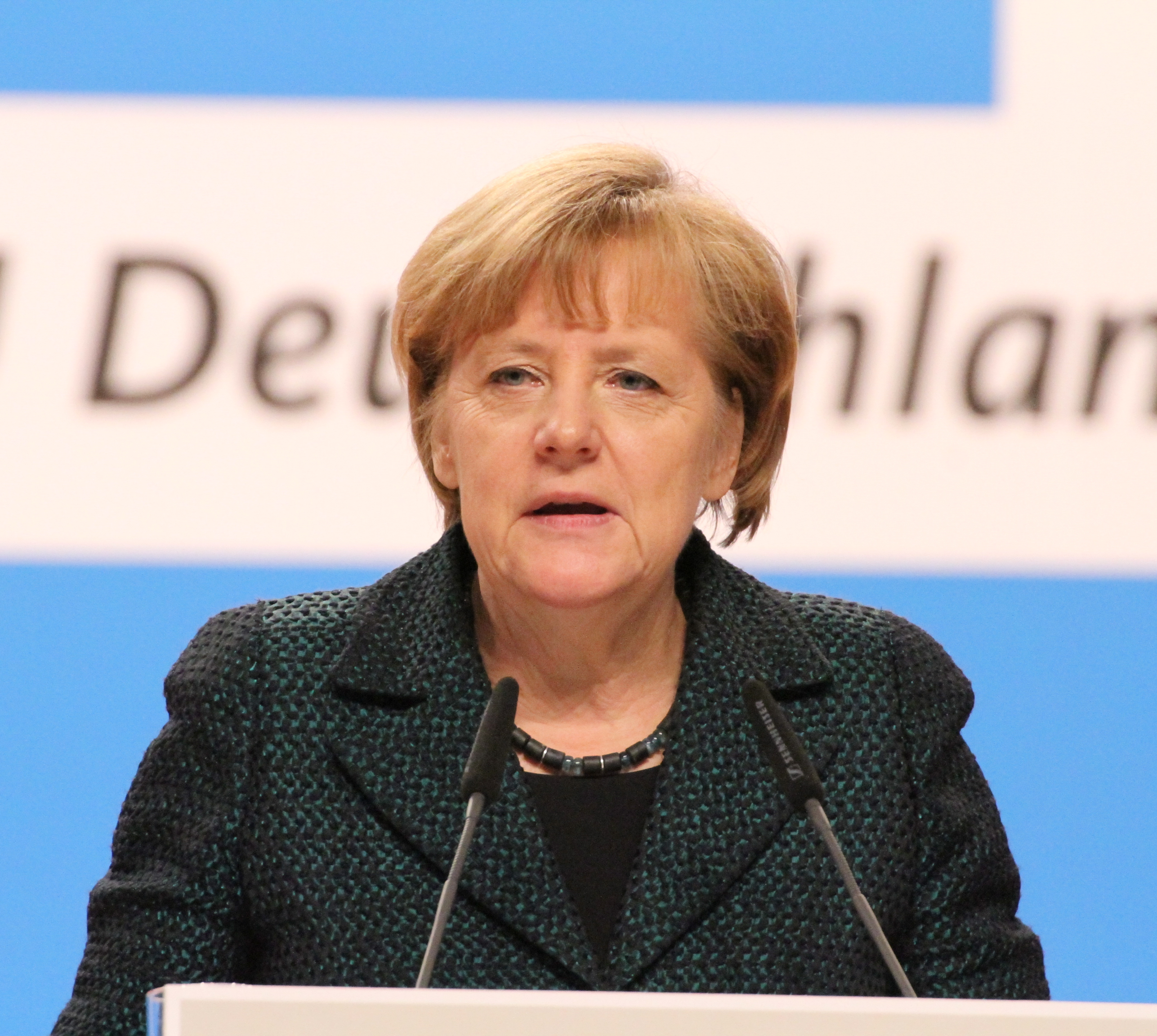
Angela Merkel en 2014.

El 28 de junio de 2014, la canciller Angela Merkel rindió homenaje a los autores del atentado contra Hitler, quienes tuvieron que «actuar de acuerdo con su conciencia» en «una situación extremadamente difícil», antes de inaugurar el 1 de julio una nueva exposición permanente del Memorial a la Resistencia alemana, especialmente dedicada al evento histórico.

##### Opinión pública
La encuesta más antigua relacionada con el 20 de julio data de 1951 y muestra una distribución de opinión tripartita: un tercio de los encuestados no asoció ningún evento con esta fecha o declaró no tener opinión, un tercero lo evalúa positivamente y el último tercio de manera crítica o negativa. Los miembros de la Resistencia alemana todavía eran frecuentemente denunciados públicamente como «cobardes» y «traidores» hasta mediados de la década de 1950.
La actitud crítica de la población alemana alcanzó su punto máximo en la primavera de 1952, en el momento del surgimiento del Partido Socialista del Reich y poco antes del juicio de Remer, tanto que los encuestados creía cada vez más de que «el atentado a Hitler está en el corazón de una mitificación política activa». El juicio presentado contra Remer en marzo de 1952, en el que fue sentenciado a tres meses de prisión, tuvo un impacto significativo en la opinión pública alemana. En su asistencia a la rehabilitación de los conspiradores del 20 de julio, Remer mencionó que «ninguna evidencia, ni siquiera la sombra de una sospecha, puede presuponer que alguno de estos hombres haya sido pagado por el extranjero por sus actos de resistencia [...]. [Por el contrario, los conspiradores], constantemente inspirados por un patriotismo y un altruismo ardiente, [se habrían] sacrificado intrépidamente, empujados por su sentimiento de responsabilidad hacia su pueblo, para reprimir a Hitler y, por eso mismo, a su gobierno».
Nueve meses después del juicio, una nueva encuesta reveló que el 58 % de los encuestados no consideraba que los conspiradores fuero traidores; solo el 7 % creía lo contrario (entre los jóvenes menores de 21 años, esta tasa aumentó al 16 %).
En 2014, la estación de radio internacional alemana Deutsche Welle aseguró que los «traidores de 1944» ya son considerados «héroes» por la opinión pública alemana.

##### Controversias
En todas las instituciones, como los partidos políticos, el tema de la reparación a los miembros de la Resistencia alemana ha sido objeto de controversia: «Para todos los partidos, la regla era la misma. Querían estar abiertos a todos los alemanes, antiguos nacionalsocialistas como a los que habían perseguido, a los cómplices y a sus víctimas. La clara visibilidad de los hombres y mujeres de la Resistencia ciertamente habría polarizado su mensaje y asustado a varios de estos cómplices». Esto explica la división y la ambivalencia de la actitud de la opinión pública: varios líderes políticos con raíces en la tradición democrática de la República de Weimar, pero que, con algunas excepciones, no habían sido parte de la Resistencia alemana, primero tuvieron que acercarse a los homenajes del 20 de julio y apropiarse de ella. Konrad Adenauer se opuso vehementemente, en 1946 y cuando fue miembro del consejo de la zona de ocupación británica, a la solicitud de apoyo financiero de las familias de los conspiradores del 20 de julio. No obstante, ocho años después, el ya canciller Adenauer honró a los «luchadores» de la Resistencia en un discurso de radio: «El que, por amor al pueblo alemán, se propuso romper la tiranía, como lo hicieron las víctimas del 20 de julio, merece la estima y el tributo de todos».
Algunos políticos no ocultaron su rechazo al intento de asesinato y no cambiaron esta opinión. Este grupo incluía, por ejemplo, a Wolfgang Hedler del Partido Alemán, que había formado una coalición gubernamental con la CDU/CSU en el primer período legislativo de Adenauer. En 1949, en el campaña electoral de ese año, Hedler pronunció una invectiva cargada de ultrajes antisemitas y duras críticas contra los conspiradores del 20 de julio, lo que condujo a un acalorado debate en el Bundestag que anuló su inmunidad parlamentaria para que enfrentara juicio en los tribunales.

### Obras de contemporáneos
- von Boeselager, Philipp (2008). „Wir wollten Hitler töten.“ Ein letzter Zeuge des 20. Juli erinnert sich [Nous voulions tuer Hitler : le dernier survivant du complot du 20 juillet 1944] (en francés). París: Perrin. ISBN 978-2-262-02798-8. OCLC 605466834.
- Goebbels, Joseph (2005) [1943-1945]. Tagebücher (Dominique Viollet, trad.) [Journal] (en francés). París: Tallandier. ISBN 978-2-847-34114-0. OCLC 723566219.
- von Schlabrendorff, Fabian (2018) [1965]. Offiziere gegen Hitler (Hilda Simon, trad.) [The secret war against Hitler] (en inglés). Routledge. p. 96. ISBN 978-0-429-97548-6. OCLC 1035762717.